# 2 Pułk Lotniczy

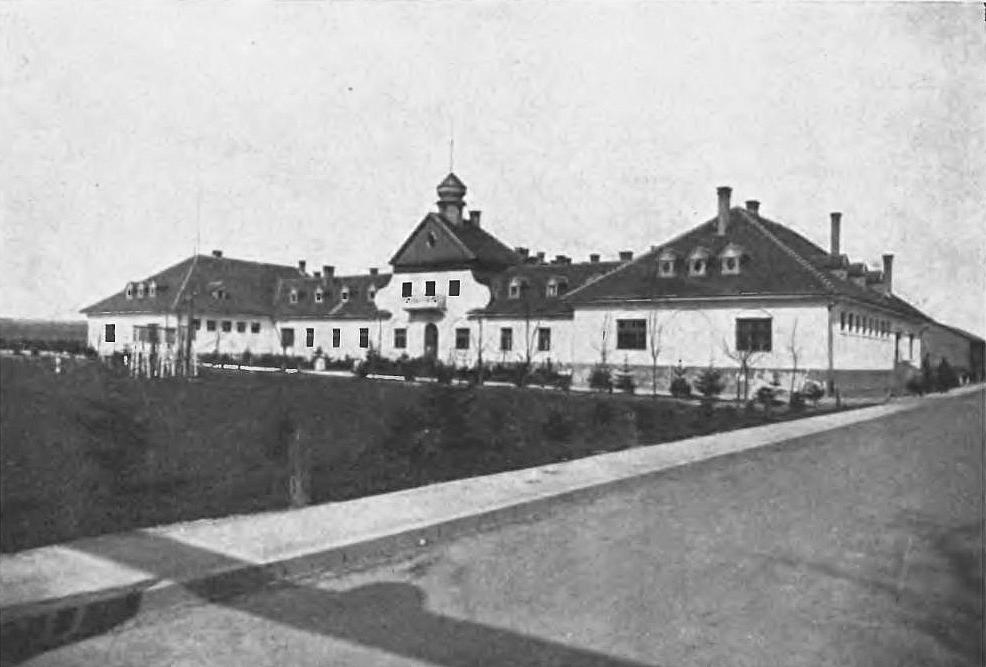
Budynek dowództwa pułku (przed 1929)

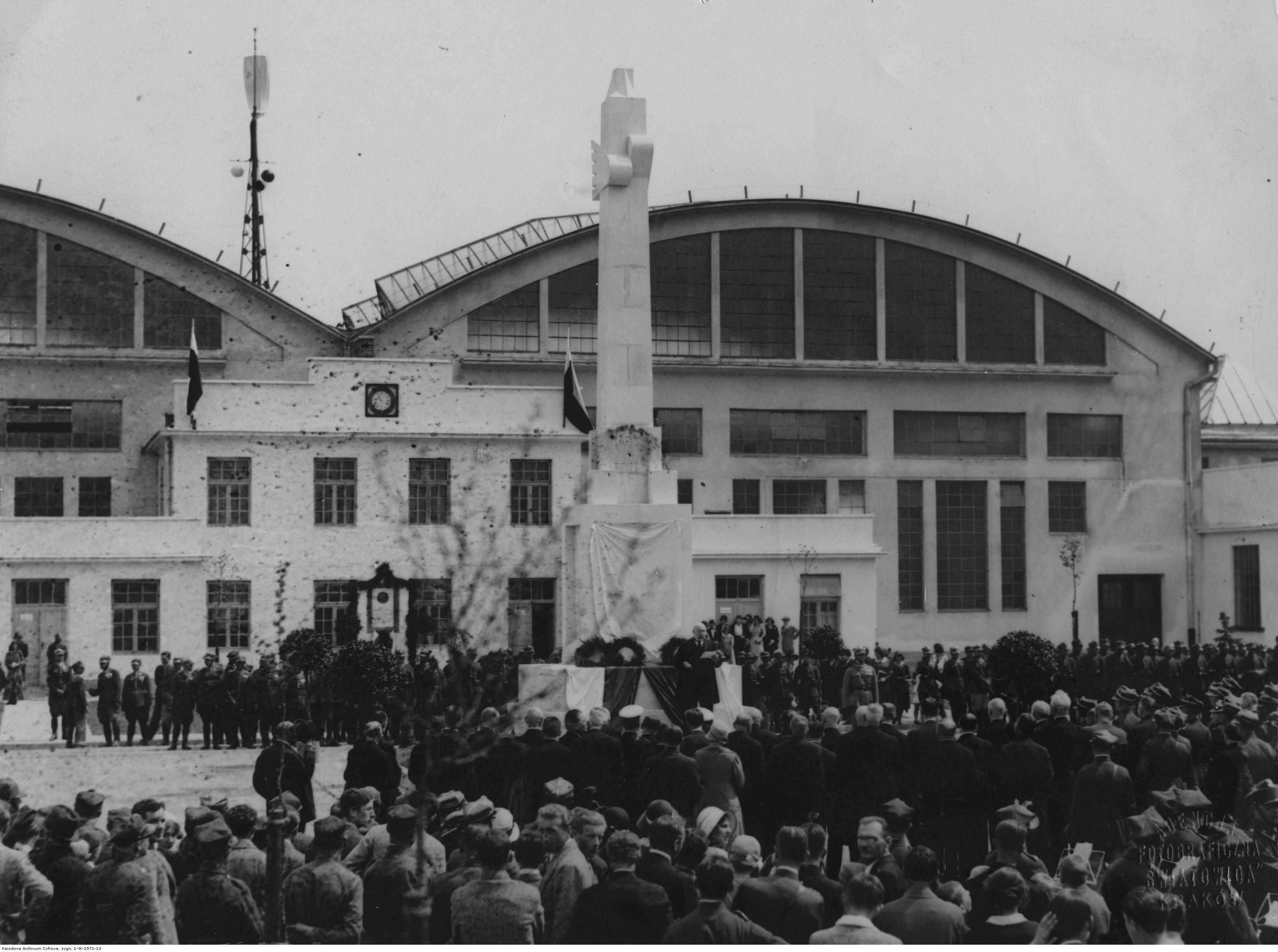
Święto 2 pułku lotniczego w Krakowie - odsłonięcie pomnika poległych lotników; maj 1931 r.

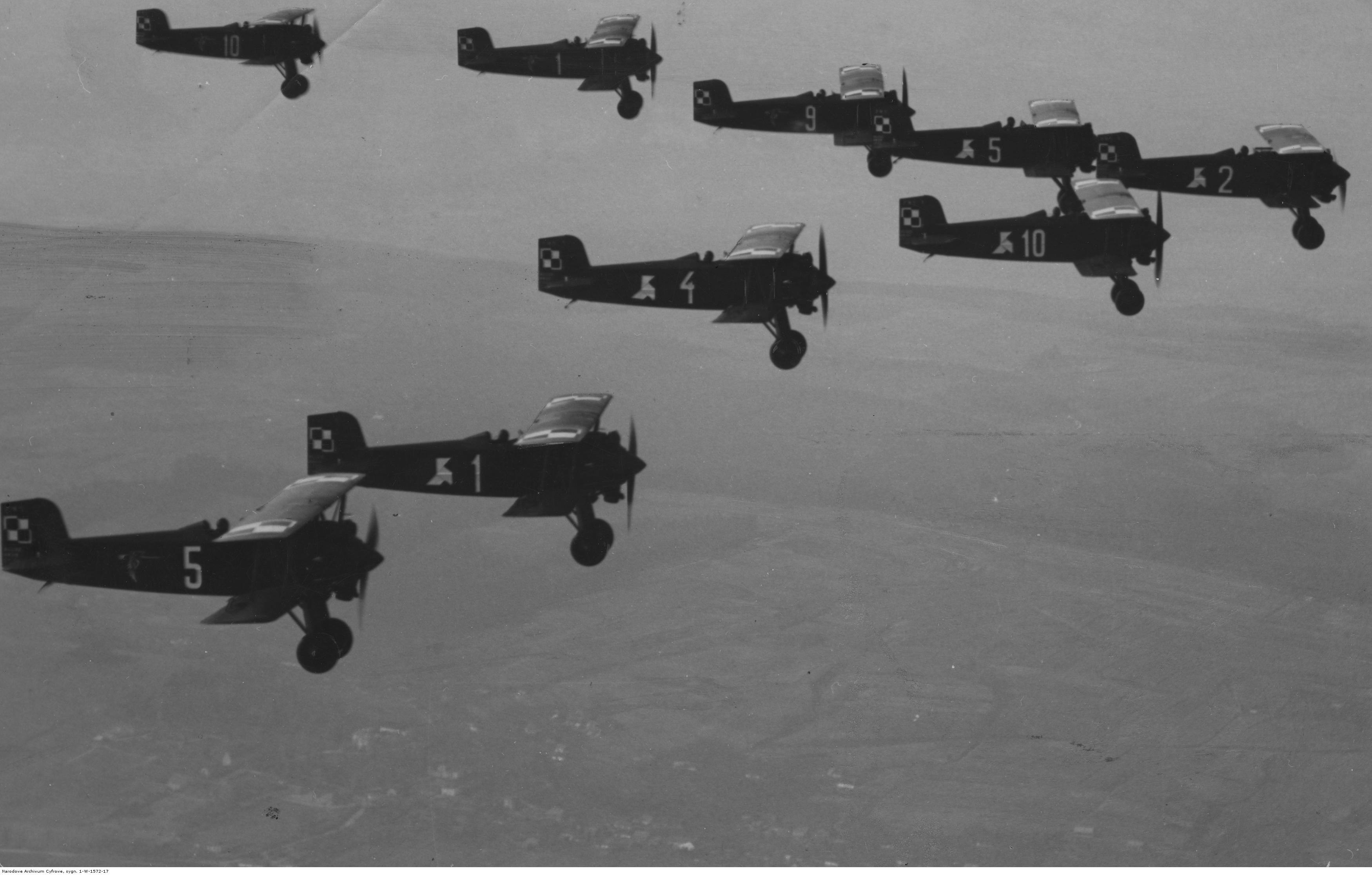
Święto 2 pułku lotniczego w Krakowie - samoloty 121 i 122 eskadry myśliwskiej w locie; maj 1934 r.

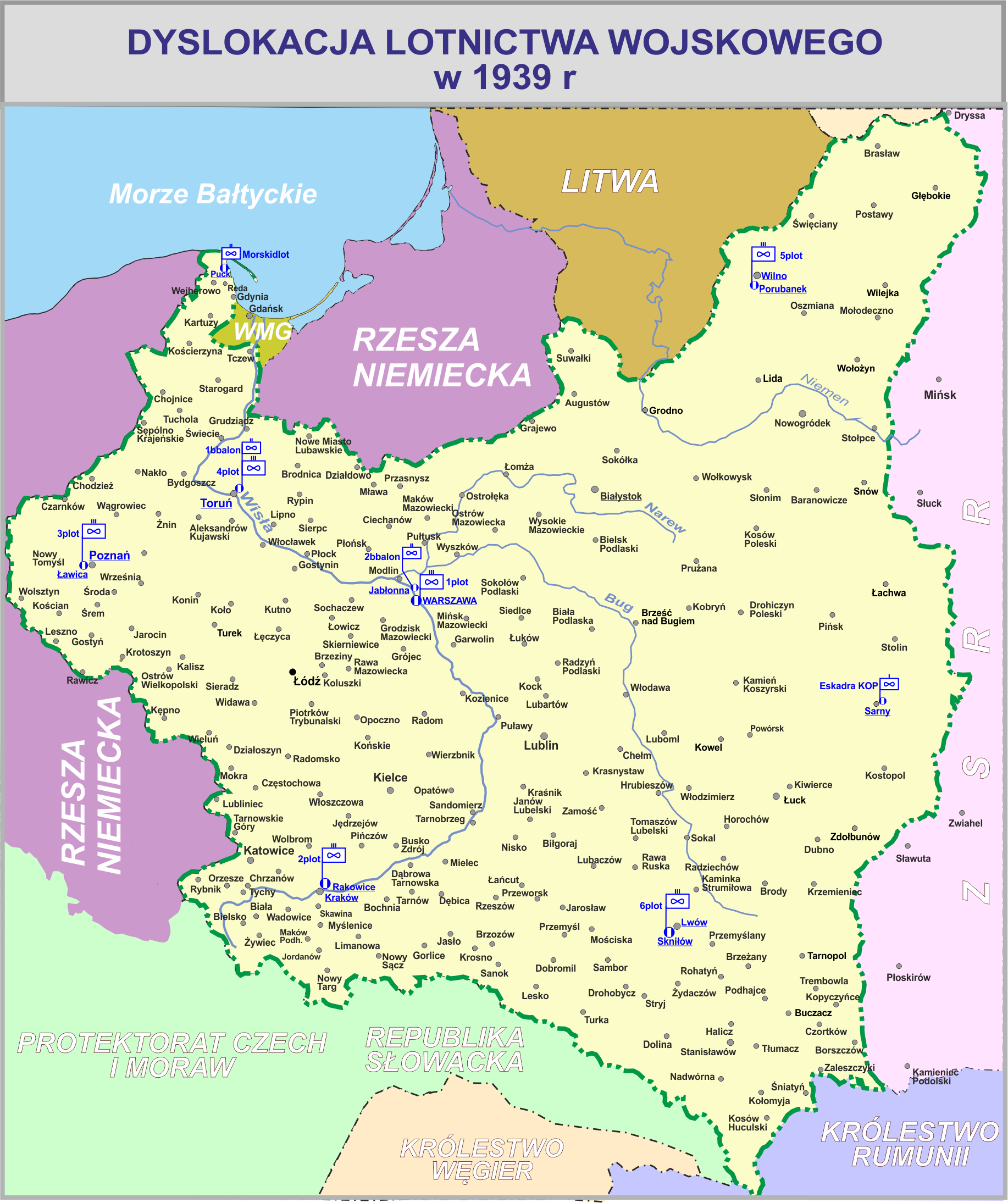

2 Pułk Lotniczy (2 plot) – oddział lotnictwa Wojska Polskiego w II Rzeczypospolitej.

## Formowanie i zmiany organizacyjne
2 pułk lotniczy został sformowany na podstawie rozkazu Ministra Spraw Wojskowych z 20 lipca 1921. Formowanie oddziału rozpoczęto 11 sierpnia tego roku. Jednostka stacjonowała w garnizonie Kraków, na lotnisku Rakowice.
Na początku w jego skład wchodził tylko II dywizjon wywiadowczy dowodzony przez ppłk pil. Jan Sendorka składający się z 6 i 14 eskadry wywiadowczej, II lotniczy batalion uzupełnień pod dowództwem ppłk. obs. Franciszka Schneidera i II park lotniczy mjr. obs. Władysława Torunia.
Pułk zajął koszary i pomieszczenia w Rakowicach oraz Prądniku Czerwonym.
W sierpniu 1922 w skład II dywizjonu została włączona 8 eskadra wywiadowcza z 1 pułku lotniczego.
Eskadry lotnicze cierpiały na niedostatek samolotów. Dobrze funkcjonujące warsztaty parku lotniczego dokonywały nie tylko bieżących przeglądów technicznych i napraw, ale podjęły również w 1922 produkcję własną samolotów szkolnych Brandenburg i Oeffag. Ponadto w warsztatach przeprowadzano generalny remont płatowców Ansaldo SVA i Ansaldo „Balilla”. Te ostatnie zakupione zostały za granicą, a zasekwestrowane przez władze gdańskie, gdzie uległy dużej dewastacji.
W tym czasie eskadry pułku otrzymywały samoloty Ansaldo 300, produkowane w kraju na licencji włoskiej.
W 1923 rozpoczęto powiększenia pola wzlotów oraz budowę żelbetowych hangarów.
27 maja 1925 na bazie 8 eskadry został utworzony kolejny dywizjon. Sformowano jednocześnie 24 eskadrę lotniczą. Dowódcą nowo powstałego II dywizjonu lotniczego został mjr pil. Stanisław Ratomski.
W tym też roku, w związku z ujednoliceniem numeracji jednostek w lotnictwie polskim, w pułku zmieniono numery wszystkim eskadrom. Nazwy eskadr wywiadowczych zmieniono na lotnicze. Pierwsza cyfra numeru eskadry lotniczej oznaczała – nr pułku, druga – kolejność eskadry. Pułk składał się z: I i II dywizjonu oraz 21 (dawnej 6), 22 (14), 23 (8) i nowo utworzonej 24 eskadry liniowej.
W trzecim kwartale eskadry rozpoczęły wymianę dotychczasowego sprzętu na francuskie samoloty Potez XV.
19 maja 1927 roku minister spraw wojskowych marszałek Polski Józef Piłsudski ustalił i zatwierdził dzień 15 sierpnia, jako datę święta pułkowego. 14 grudnia 1928 minister spraw wojskowych marszałek Polski Józef Piłsudski zmienił datę święta pułkowego 2 plot z dnia 15 sierpnia na dzień 15 maja.
W 1928 przeprowadzono kolejną reorganizację lotnictwa wojskowego.
14 lipca przybył do pułku III dywizjon myśliwski z rozformowanego 11 pułku myśliwskiego w Lidzie (113 i 114 eskadry). W zamian do Lidy, do nowo utworzonego 5 pułku lotniczego odleciał II dywizjon wywiadowczy (23 i 24 eskadry przemianowane na 54 i 55). Eskadry myśliwskie w Krakowie otrzymały numery 121 i 122.
Przy ujednolicaniu godeł jednostek lotniczych na figury geometryczne, jako tło 2 pułk lotniczy otrzymał kwadrat barwy niebieskiej o wymiarach 50x50 cm.
Wiosną 1929 pułk został włączony w skład 3 Grupy Aeronautycznej, która w 1936 została przemianowana na 3 Grupę Lotniczą. W jej składzie pozostawał do 1939 roku.
Jesienią 1929 zorganizowano w pułku dywizjon szkolny. Jego dowódcą mianowano mjr. pil. Juliusza Gilewicza.
W 1932 na lotnisku Rakowice wykonano instalację oświetleniową umożliwiającą szkolenie w lotach nocnych. Pod koniec roku przystąpiono także do organizacji bazy lotniczej, której komendantem został mjr pil. Jerzy Garbiński. 
Jesienią 1933 sformowano trzecią eskadrę myśliwską dla III/2 dywizjonu. W następnym roku, wykonując rozkaz MSWojsk. L. dz. 4349/ /tjn.Og.-Org. z 19 stycznia 1934 i rozkaz dzienny nr 61/34 z 15 marca 1934, z nadwyżek etatowych I dywizjonu utworzono w pułku trzecią eskadrę liniową (nr 24). Samoloty Breguet XIX otrzymano z 1 pułku lotniczego.
W 1934 na Podkarpaciu i w południowo-wschodniej Polsce miała miejsce katastrofalna w skutkach powódź. W walce z żywiołem uczestniczyły załogi eskadr liniowych 2 pułku. Dostarczano samolotami żywność, odzież i lekarstwa oraz ewakuowano zagrożonych. W czasie akcji rozbito 4 samoloty, a jeden z pilotów uległ ciężkiemu wypadkowi.
Zgodnie z wytycznymi Dep. Aeronautyki MSWojsk. i rozkazem dziennym nr 221/34 z 20 października 1934 przystąpiono do formowania kolejnej eskadry towarzyszącej. Jednostka ta, wspólnie z 24 eskadrą liniową utworzyły II dywizjon liniowy, dowodzony przez kpt. obs. Władysława Bohuszewicza.
W 1936  przy dywizjonie szkolnym zorganizowano Pułkową Szkołę Pilotażu. Kandydaci, po uprzednim ukończeniu kursu szybowcowego i Szkoły Obsługi Samolotów, mogli kontynuować wyszkolenie w zakresie wstępnego i podstawowego pilotażu.
W październiku 1937 na bazie plutonów eskadry towarzyszącej sformowano kolejne eskadry towarzyszące po dwa plutony, a 3 samoloty plus samolot dowódcy. Rozwiązano też dowództwo II dywizjonu liniowego, a zorganizowano dowództwa II dywizjonu towarzyszącego. Dowódcą nowo sformowanego dywizjonu mianowano kpt. obs. Stanisława Hermanowskiego. Eskadra liniowa z byłego II dywizjonu została wcielona do I/2 dywizjonu. 
W 1938 do dyspozycji dowódcy lotnictwa Grupy Operacyjnej „Śląsk” oddano dwueskadrowy  I dywizjon liniowy oraz dwie eskadry towarzyszące. Wzięły one udział w operacji przyłączania Śląska Cieszyńskiego do Polski.
W 1939 nasiliła się penetracja rejonów przygranicznych przez niemieckie lotnictwo. Pułk wystawiał w południowo-zachodnich rejonach Polski na zagrożonych kierunkach zasadzki myśliwskie .
W czerwcu jedna z eskadr towarzyszących przezbrojona została w samoloty RWD-14 „Czapla”.
W czasie mobilizacji sierpniowej rozwiązano 2 pułk lotniczy, a na jego bazie powstała Baza Lotnicza nr 2. Jej komendantem został mjr obs. Władysław Popiel. Rozwiązano także 29 eskadrę towarzyszącą.
Pozostałe eskadry zostały przydzielone do Armii „Kraków”, a 123 eskadra myśliwska podporządkowana została dowódcy Brygady Pościgowej.

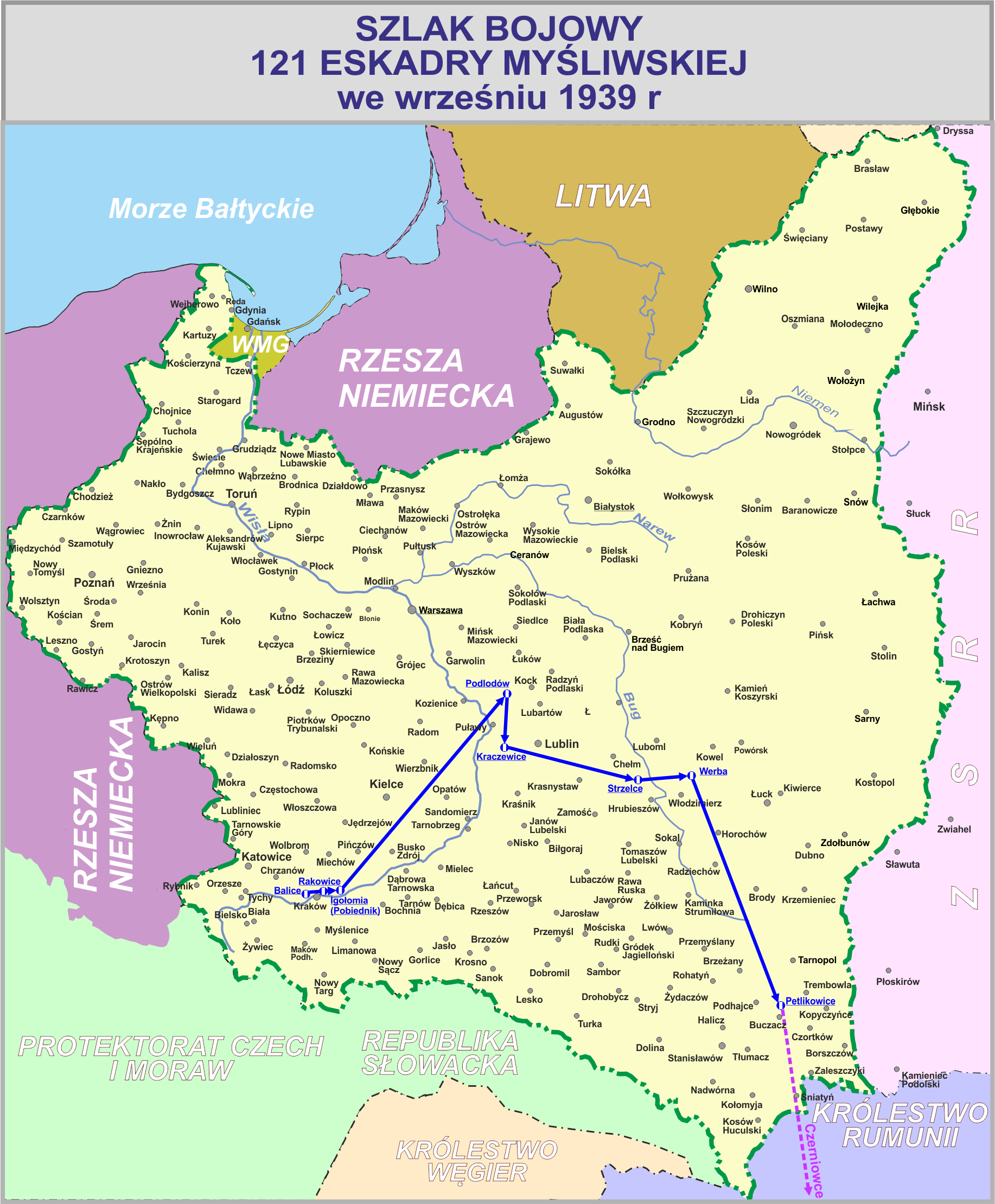

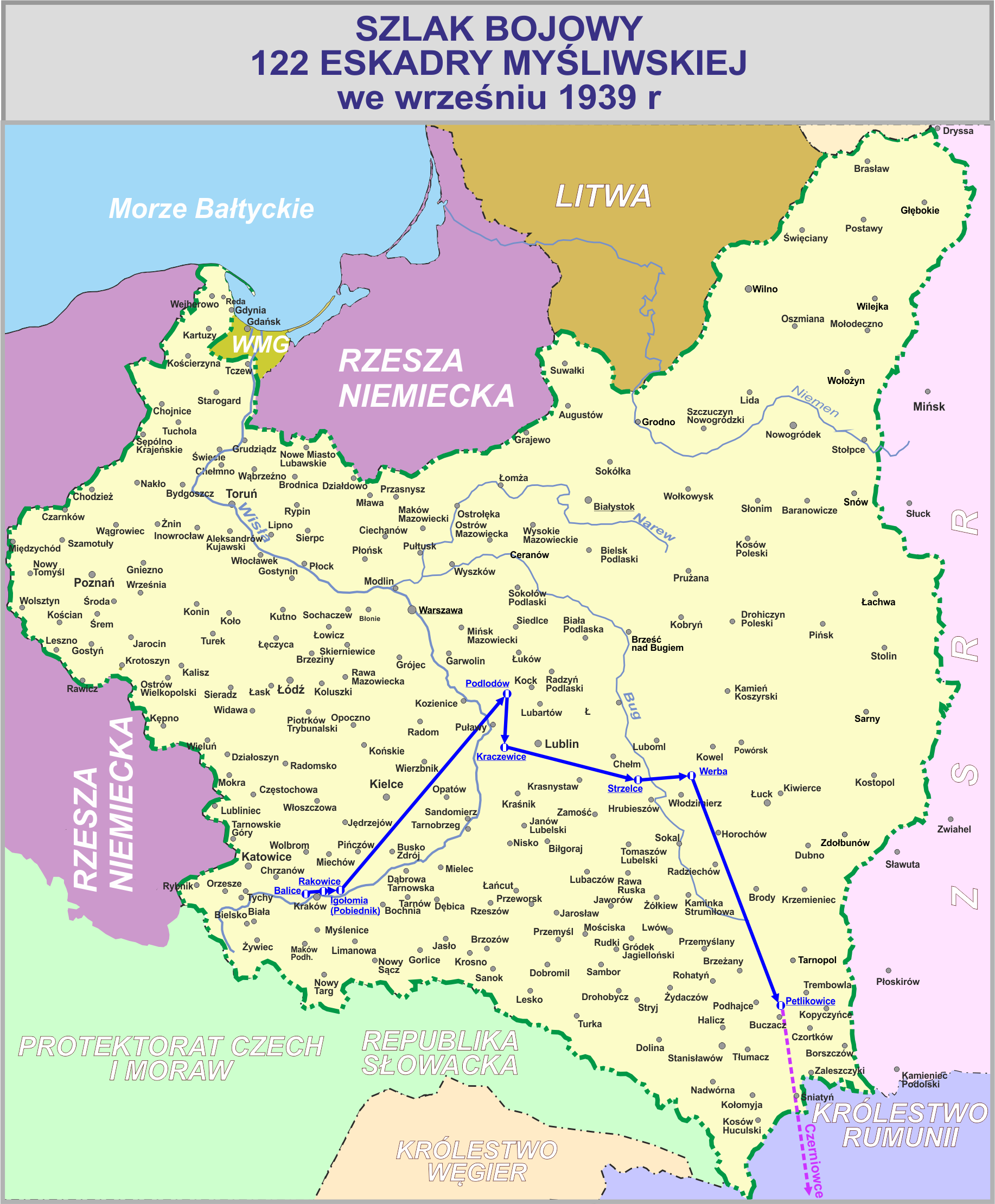

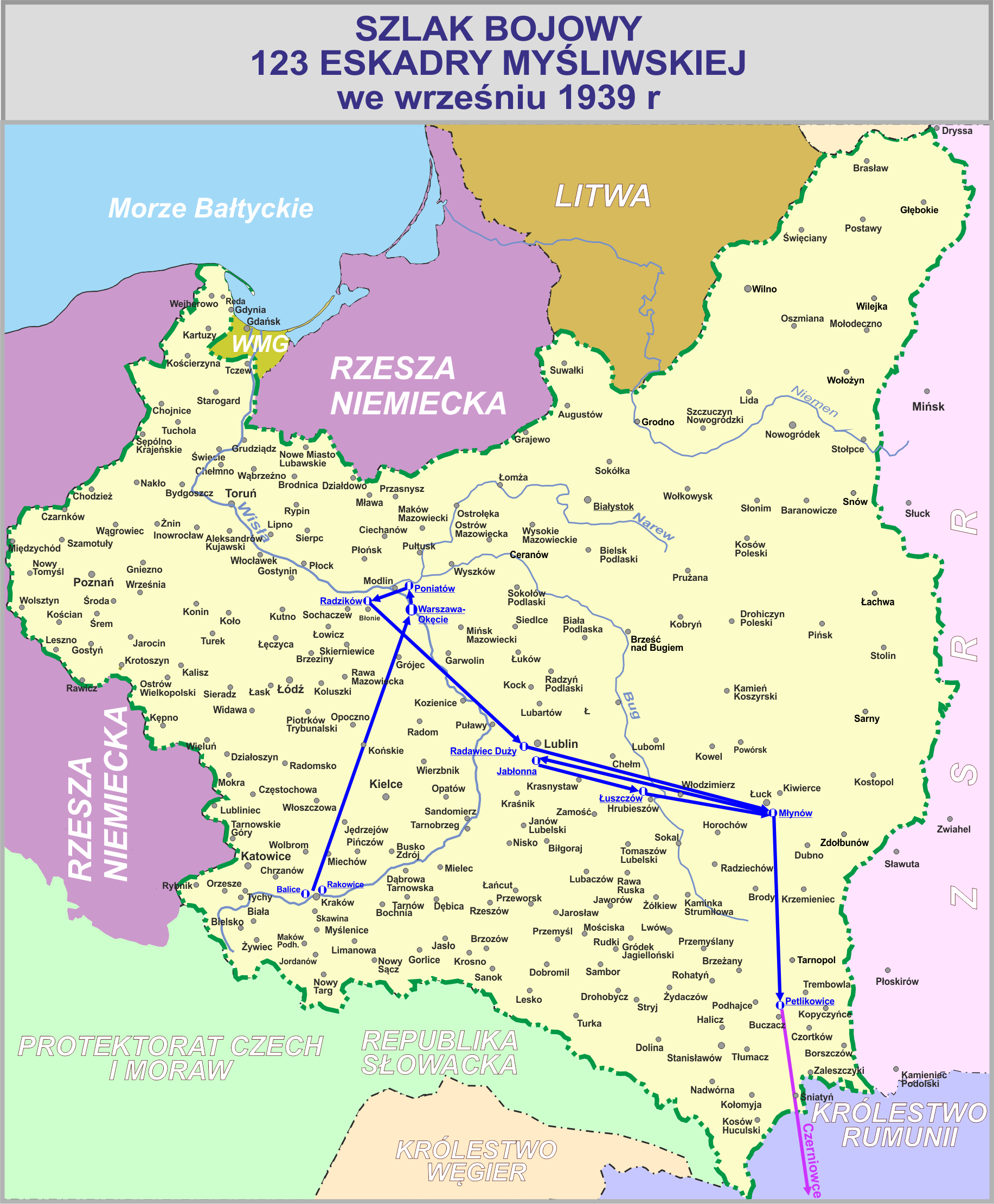

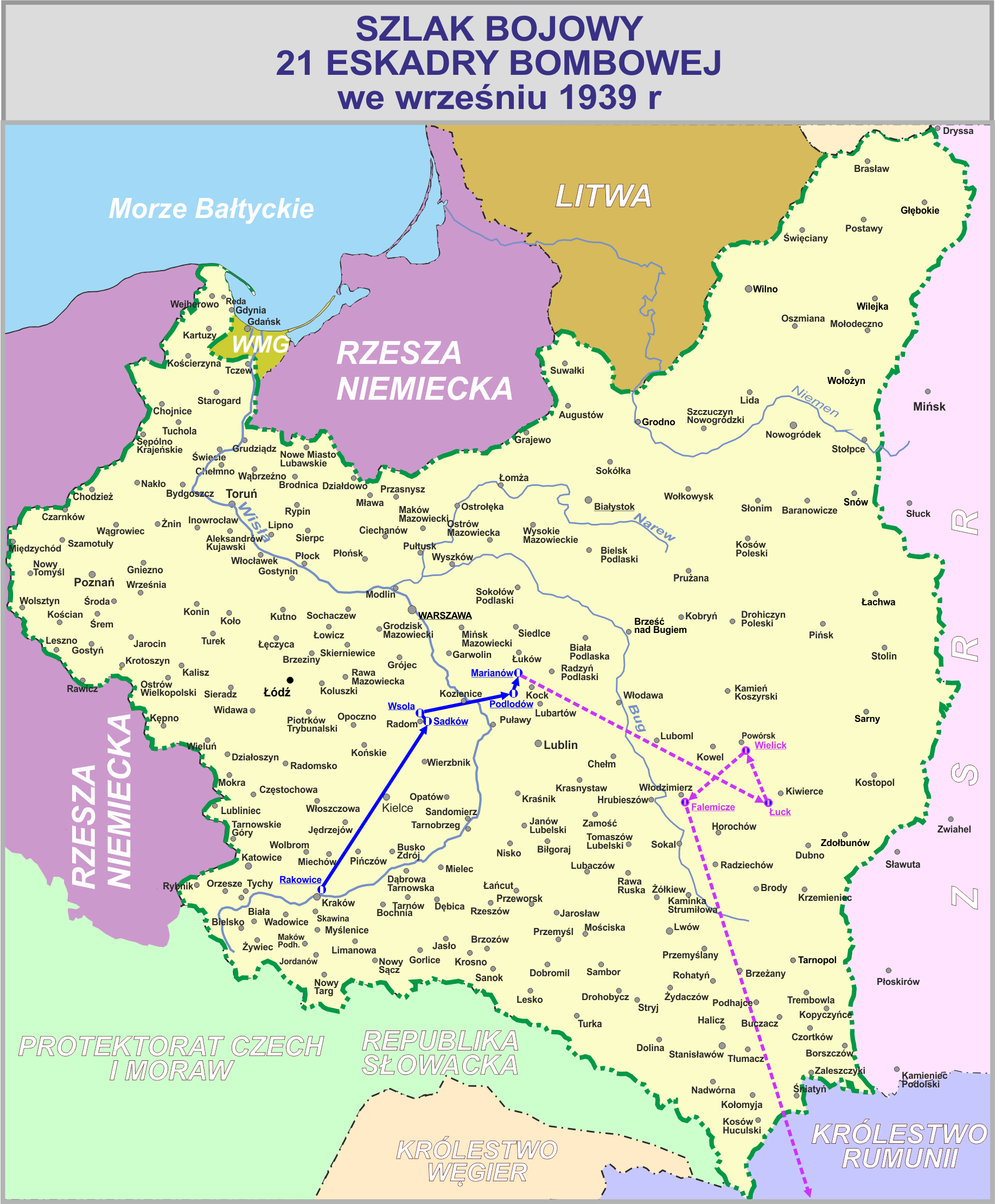

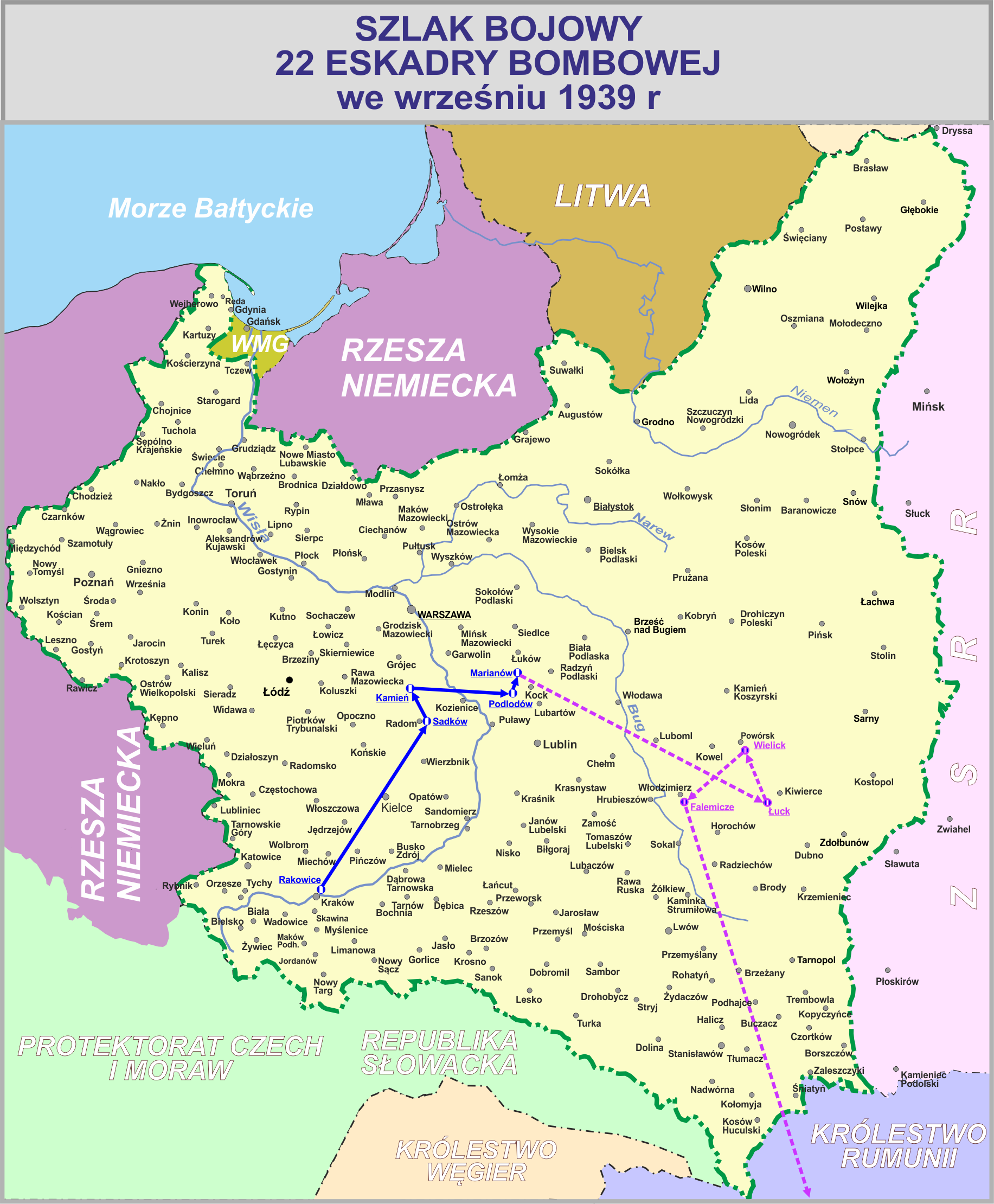

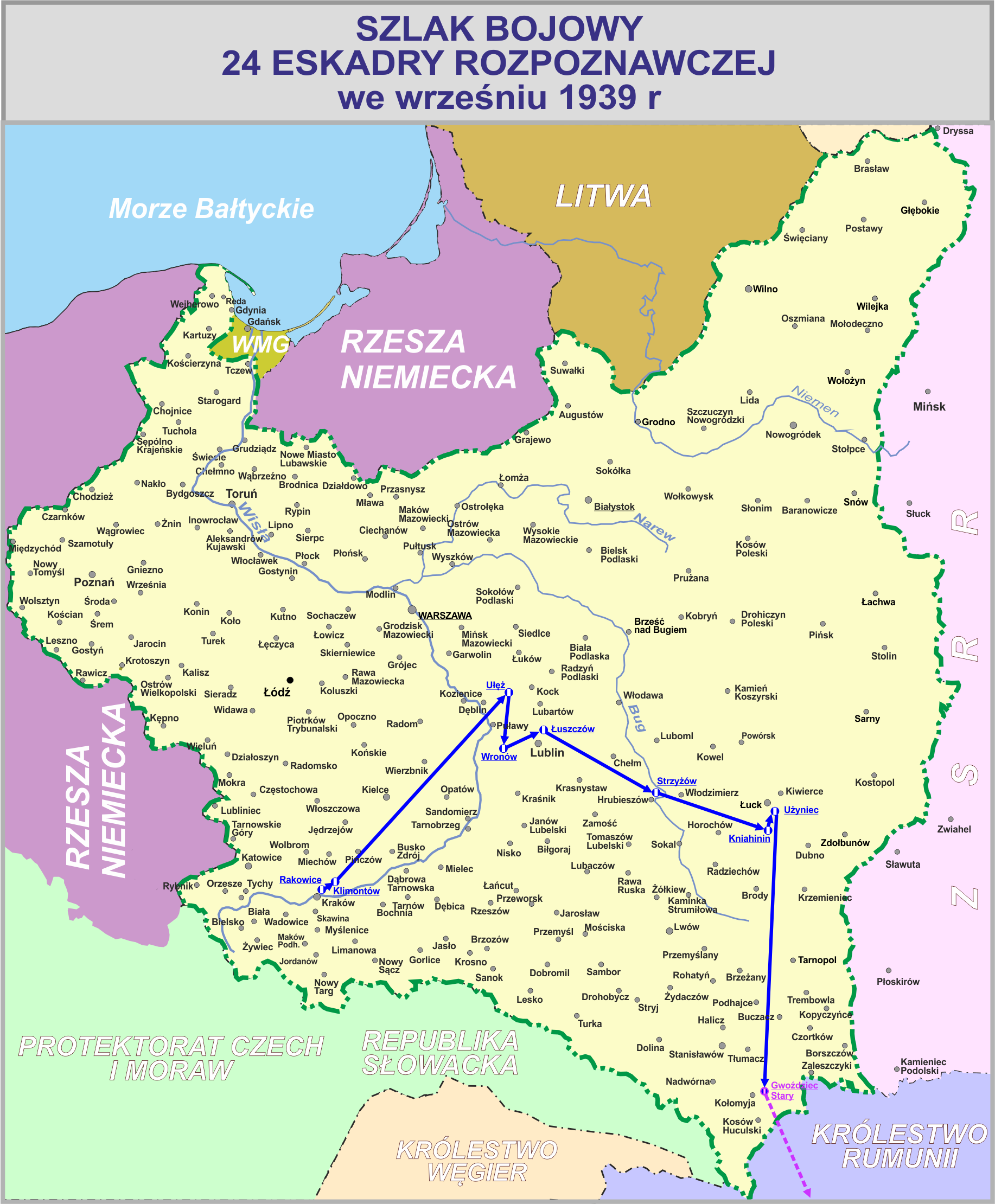

## Struktura organizacyjna pułku
| Lata      | Dywizjony                                     | Eskadry                 | Samoloty | Samoloty |
| Lata      | Dywizjony                                     | Eskadry                 | Typy     | Numery   |
| --------- | --------------------------------------------- | ----------------------- | -------- | -------- |
| 1921      | II dywizjon lotniczy                          | 6 eskadra wywiadowcza   |          |          |
| 1921      | II dywizjon lotniczy                          | 14 eskadra wywiadowcza  |          |          |
| 1922      | II dywizjon wywiadowczy                       | 6 eskadra wywiadowcza   |          |          |
| 1922      | II dywizjon wywiadowczy                       | 14 eskadra wywiadowcza  |          |          |
| 1922      | II dywizjon wywiadowczy                       | 8 eskadra wywiadowcza   |          |          |
| 1922      | II lotniczy batalion uzupełnień               |                         |          |          |
| 1922      | II park lotniczy                              |                         |          |          |
| 1925      | I dywizjon lotniczy                           | 21 eskadra lotnicza     |          |          |
| 1925      | I dywizjon lotniczy                           | 22 eskadra lotnicza     |          |          |
| 1925      | II dywizjon lotniczy                          | 23 eskadra lotnicza     |          |          |
| 1925      | II dywizjon lotniczy                          | 24 eskadra lotnicza     |          |          |
| 1930      | I dywizjon liniowy                            | 21 eskadra liniowa      |          |          |
| 1930      | I dywizjon liniowy                            | 22 eskadra liniowa      |          |          |
| 1930      | III dywizjon myśliwski                        | 121 eskadra myśliwska   |          |          |
| 1930      | III dywizjon myśliwski                        | 122 eskadra myśliwska   |          |          |
| 1930      | 23 eskadra towarzysząca (pluton towarzyszący) |                         |          |          |
| 1936      | I dywizjon liniowy                            | 21 eskadra liniowa      |          |          |
| 1936      | I dywizjon liniowy                            | 22 eskadra liniowa      |          |          |
| 1936      | II dywizjon liniowy                           | 24 eskadra liniowa      |          |          |
| 1936      | II dywizjon liniowy                           | 26 eskadra towarzysząca |          |          |
| 1936      | III/2 dywizjon myśliwski                      | 121 eskadra myśliwska   |          |          |
| 1936      | III/2 dywizjon myśliwski                      | 122 eskadra myśliwska   |          |          |
| 1936      | III/2 dywizjon myśliwski                      | 123 eskadra myśliwska   |          |          |
| 1936      | 23 eskadra towarzysząca                       |                         |          |          |
| 1937      | I/2 dywizjon liniowy                          | 21 eskadra liniowa      |          |          |
| 1937      | I/2 dywizjon liniowy                          | 22 eskadra liniowa      |          |          |
| 1937      | I/2 dywizjon liniowy                          | 24 eskadra liniowa      |          |          |
| 1937      | III/2 dywizjon myśliwski                      | 121 eskadra myśliwska   |          |          |
| 1937      | III/2 dywizjon myśliwski                      | 122 eskadra myśliwska   |          |          |
| 1937      | III/2 dywizjon myśliwski                      | 123 eskadra myśliwska   |          |          |
| 1937      | II/2 dywizjon towarzyszący                    | 23 eskadra towarzysząca |          |          |
| 1937      | II/2 dywizjon towarzyszący                    | 26 eskadra towarzysząca |          |          |
| 1937      | II/2 dywizjon towarzyszący                    | 29 eskadra towarzysząca |          |          |
| VIII 1939 | dowództwo                                     |                         |          |          |
| VIII 1939 | dywizjon szkolny                              | eskadra treningowa      |          |          |
| VIII 1939 | dywizjon szkolny                              | eskadra szkolna         |          |          |
| VIII 1939 | I/2 dywizjon liniowy                          | 21 eskadra liniowa      |          |          |
| VIII 1939 | I/2 dywizjon liniowy                          | 22 eskadra liniowa      |          |          |
| VIII 1939 | I/2 dywizjon liniowy                          | 24 eskadra liniowa      |          |          |
| VIII 1939 | III/2 dywizjon myśliwski                      | 121 eskadra myśliwska   |          |          |
| VIII 1939 | III/2 dywizjon myśliwski                      | 122 eskadra myśliwska   |          |          |
| VIII 1939 | III/2 dywizjon myśliwski                      | 123 eskadra myśliwska   |          |          |
| VIII 1939 | IV/2 dywizjon towarzyszący                    | 23 eskadra towarzysząca |          |          |
| VIII 1939 | IV/2 dywizjon towarzyszący                    | 26 eskadra towarzysząca |          |          |
| VIII 1939 | IV/2 dywizjon towarzyszący                    | 29 eskadra towarzysząca |          |          |
| VIII 1939 | Baza Lotnicza                                 | park lotniczy           |          |          |
| VIII 1939 | Baza Lotnicza                                 | oddział portowy         |          |          |

W sierpniu 1939
- III/2 dywizjon myśliwski
  - 121 eskadra myśliwska
  - 122 eskadra myśliwska
  - 123 eskadra myśliwska
- 21 eskadra liniowa → 21 eskadra bombowa lekka
- 21 eskadra liniowa→ 22 eskadra bombowa
- 24 eskadra liniowa → 24 eskadra rozpoznawcza
- 23 eskadra towarzysząca → 23 eskadra obserwacyjna
- 26 eskadra towarzysząca → 26 eskadra obserwacyjna

## Żołnierze pułku
Dowódcy pułku

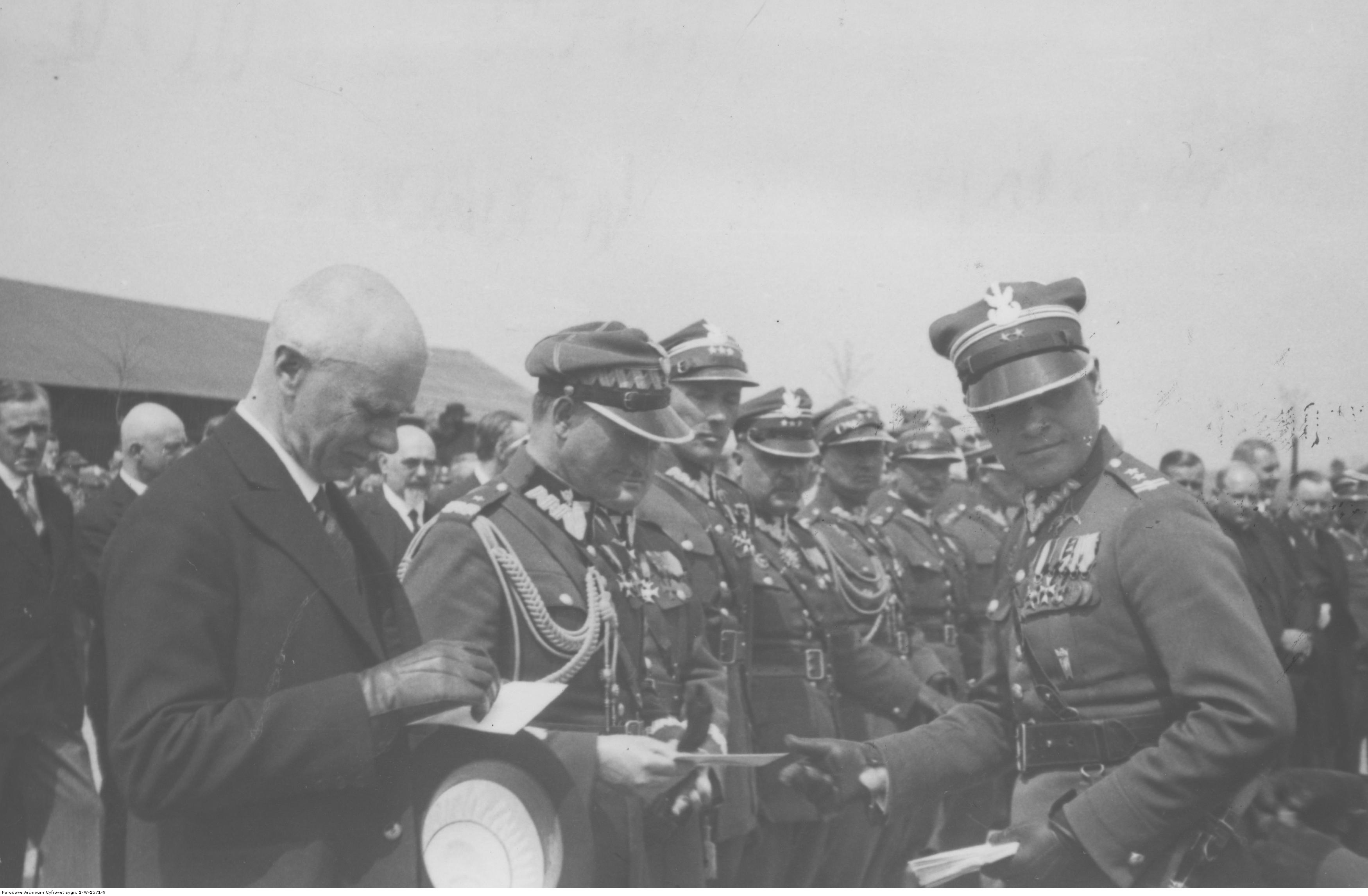
Święto 2 plot w Krakowie - wręczenie odznak pułkowych przez ppłk Edwarda Lewandowskiego; maj 1931 r.

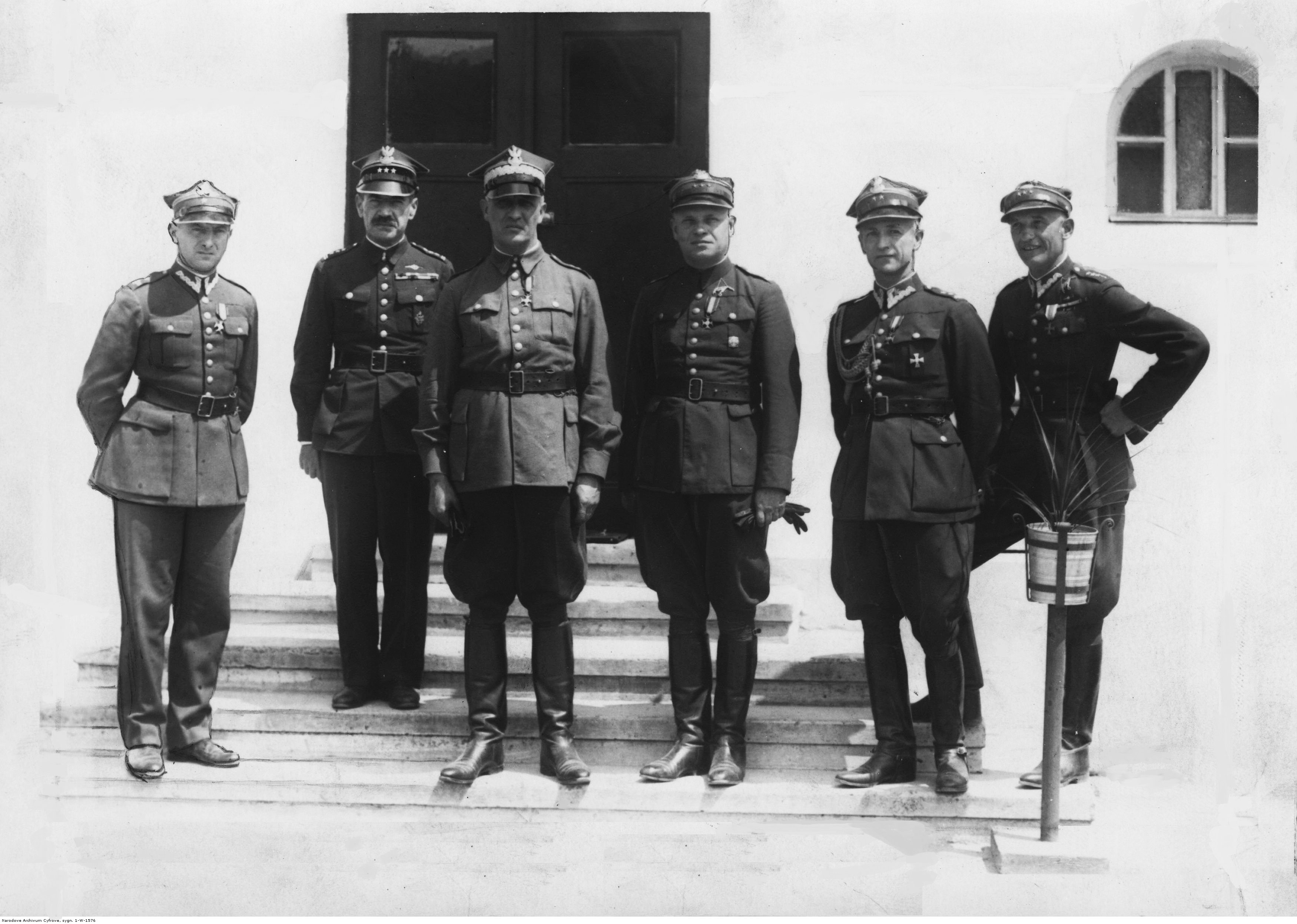
Wizyta gen. Gustawa Orlicz-Dreszera w 2 pułku lotniczym w Krakowie; 1936 r.

- ppłk pil. Ernest Cieślewski (VII 1921 – 24 III 1923 → zastępca kierownika Centralnych Zakładów Lotniczych[13])
- ppłk pil. Jerzy Borejsza (24 III 1923[13] – 1 III 1925[14] → zastępca szefa Departamentu IV Żeglugi Powietrznej MSWojsk.)
- ppłk / płk pil. Jan Sendorek (1 III 1925[14] – V 1926 → dowódca 1 plot)
- płk pil. Jan Malczewski (V 1926[15] – 27 IV 1929 → dyspozycja dowódcy OK V[16])
- mjr pil. inż. Tadeusz Kajetan Wereszczyński (27 IV 1929[16] – 28 I 1931 → dyspozycja dowódcy OK V[17])
- ppłk / płk pil. Edward I Lewandowski (1 II 1931[18] – III 1939 → II zastępca dowódcy Lotnictwa)
- ppłk pil. Stanisław Nazarkiewicz (III – VIII 1939 → dowódca Lotnictwa i OPL SGO „Narew”)

Zastępcy dowódcy pułku
- ppłk tyt. płk Adam II Zaleski (do I 1925[19] → 1 plot.)
- mjr / ppłk Augustyn Domes (V 1926[15] – IV 1929 → dowódca 6 plot.)
- mjr obs. Edward Karaś (27 IV 1929 – 1 II 1931 → dowódca blot)
- ppłk dypl. obs. Felicjan Sterba (do III 1939)
- ppłk obs. Stanisław Luziński (III – VIII 1939)

### Żołnierze pułku – ofiary zbrodni katyńskiej
Biogramy zamordowanych znajdują się na stronie internetowej Muzeum Katyńskiego
| Nazwisko i imię    | stopień              | zawód             | miejsce pracy przed mobilizacją | zamordowany |
| ------------------ | -------------------- | ----------------- | ------------------------------- | ----------- |
| Oleksik Władysław  | major                | żołnierz zawodowy |                                 | Katyń       |
| Tomaszewski Witold | podporucznik rezerwy | inżynier chemik   | Huta „Florian”                  | Katyń       |
| Martyniak Zygmunt  | podporucznik rezerwy | prawnik           | Bank Rolny w Lublinie           | Charków     |

## Katastrofy i incydenty
23 grudnia 1921 około godz. 16.00 w koszarach pułku doszło go gwałtownej sprzeczki na tle służbowym pomiędzy sierżantem Adolfem Wandorą a urzędnikiem warsztatowym Ludwikiem Weindtem, w trakcie której Wandora uderzył Weindta stołkiem, po czym zaczął uciekać. Ludwik Weindt w uniesieniu strzelił w kierunku uciekającego Wandora, raniąc go śmiertelnie, a następnie oddał się w ręce oficera służbowego.
1 czerwca 1925 ok. godz. 15 nad lotniskiem rakowickim doszło do katastrofy jednego z dwóch samolotów Pułku, wracających ze Lwowa. W samolocie Potez XV A2 nagle zabrakło paliwa, wskutek czego z wysokości 150 metrów wpadł w korkociąg i rozbił się w pobliżu lotniska. W katastrofie zginęli: por. pil. Michał Pielechowski i por. obs. Józef Sroka.
7 września 1933 w pobliżu Jaronowic doszło do zderzenia w powietrzu dwóch należących do pułku samolotów, odbywających wówczas loty ćwiczebne. W katastrofie tej zginęli wszyscy członkowie załóg obu maszyn, to jest: porucznik - obserwator Edward Krupski, plutonowy - pilot Czesław Owszyk, porucznik - obserwator Kazimierz Godła i kapral - pilot Roman Jurek.

## Odznaka pułkowa i znaki na samolotach

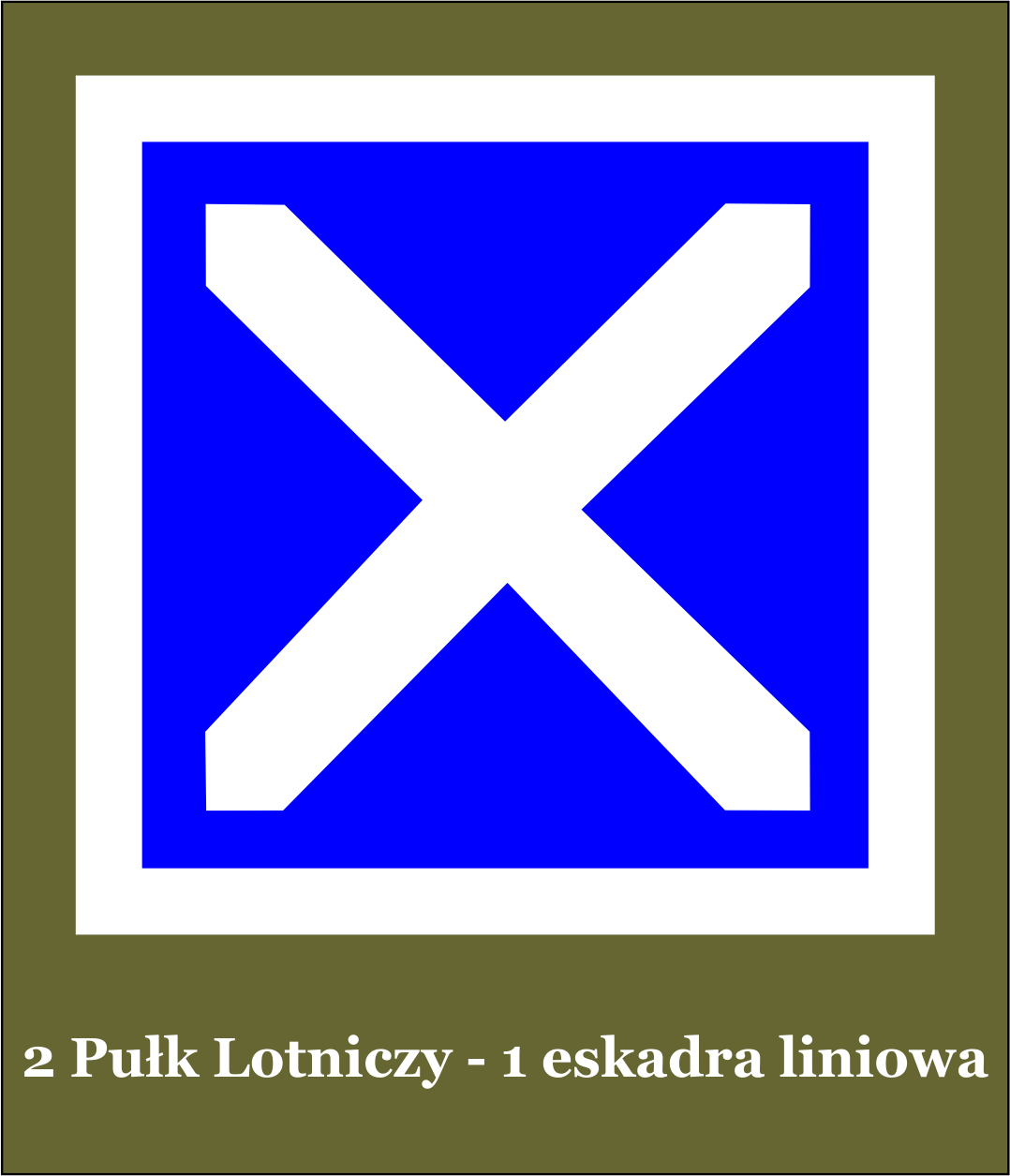
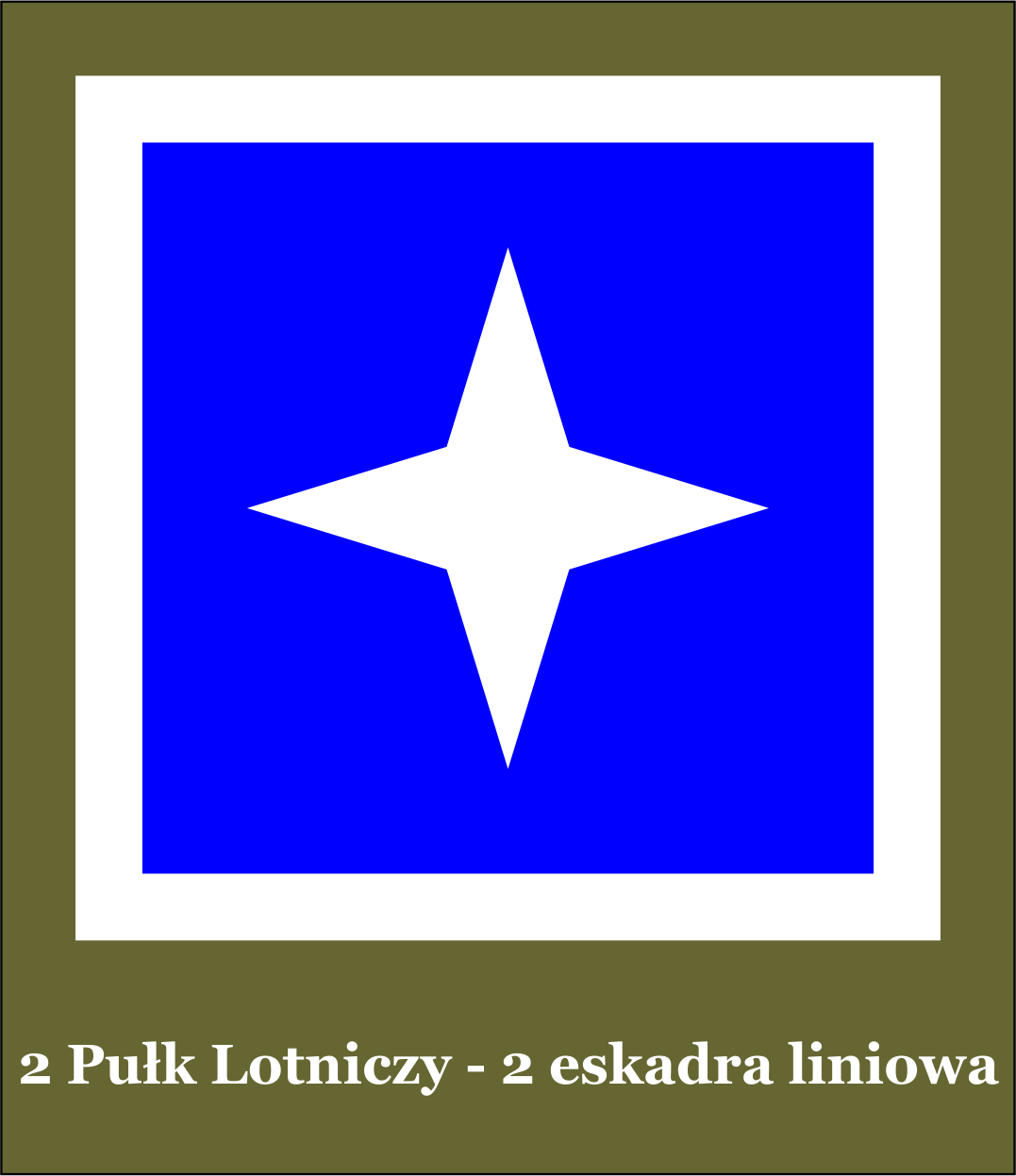
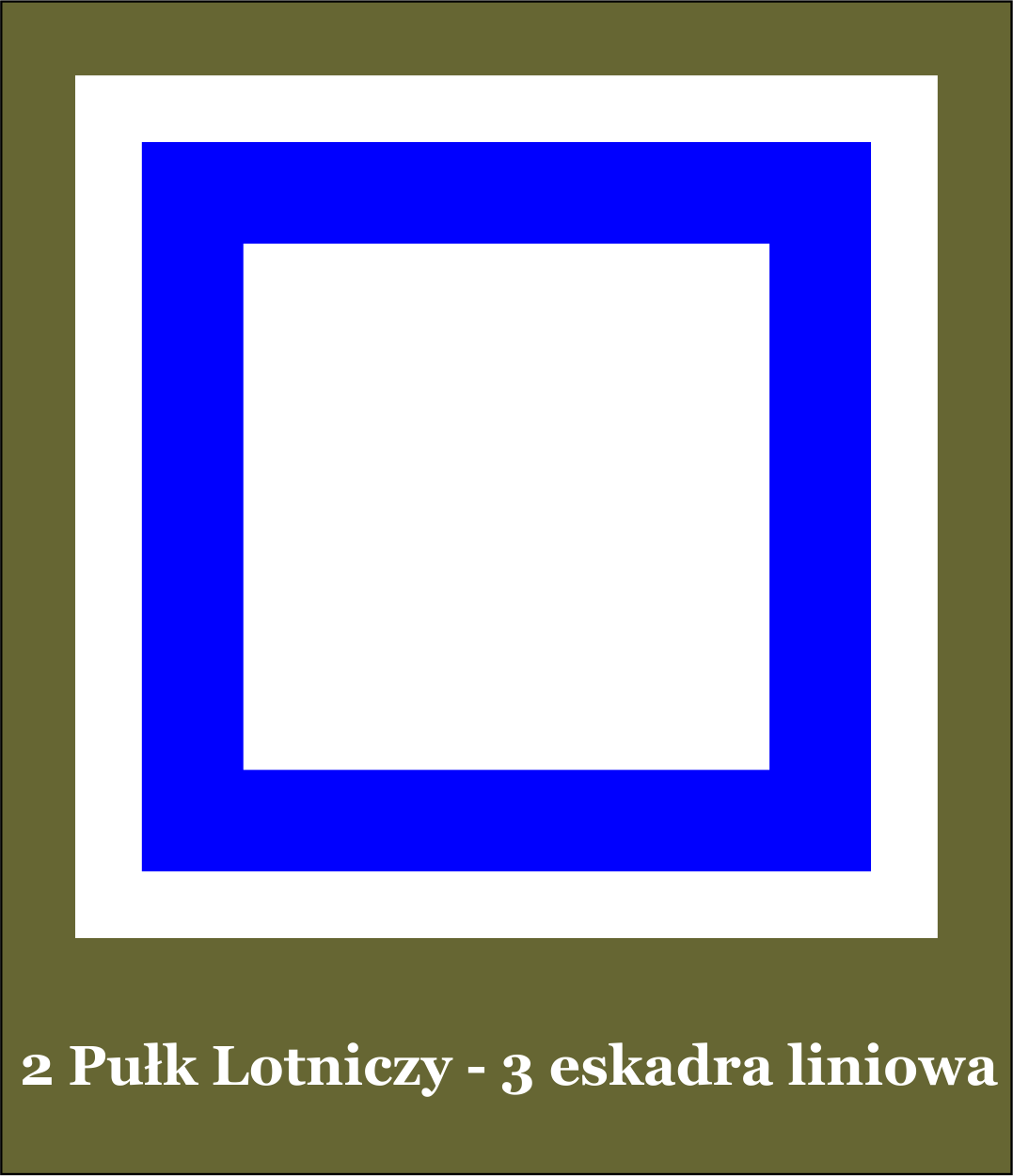
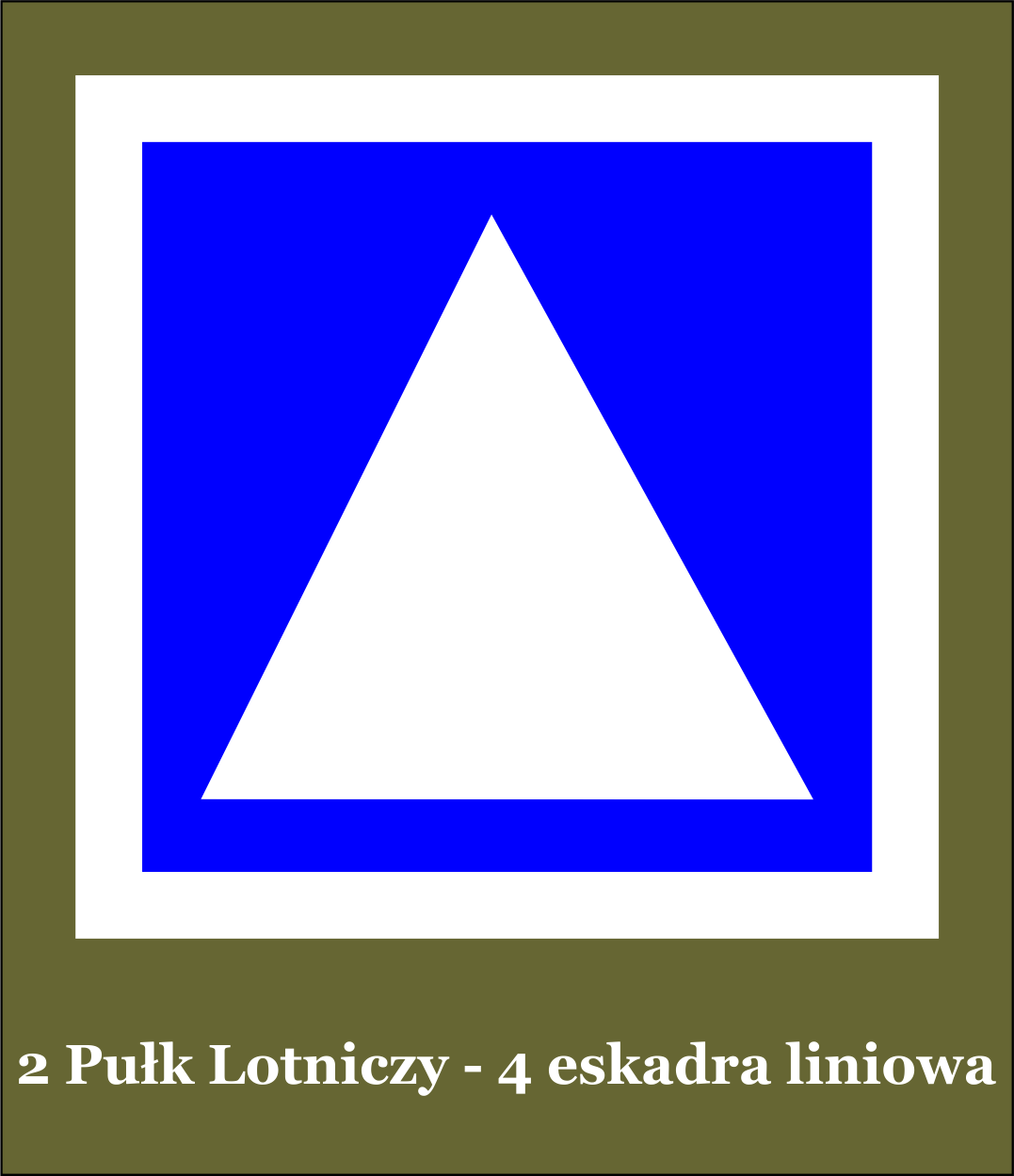
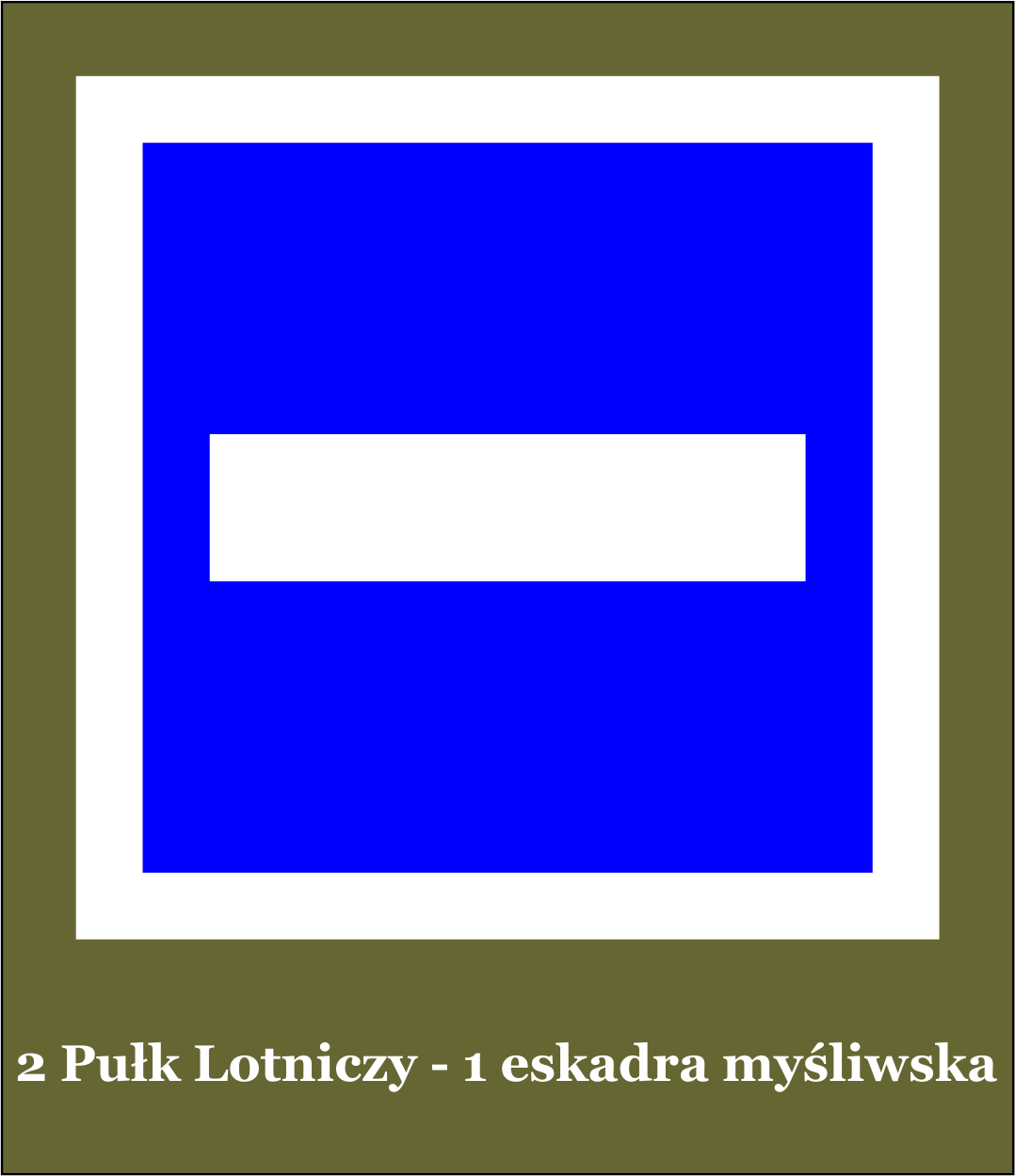
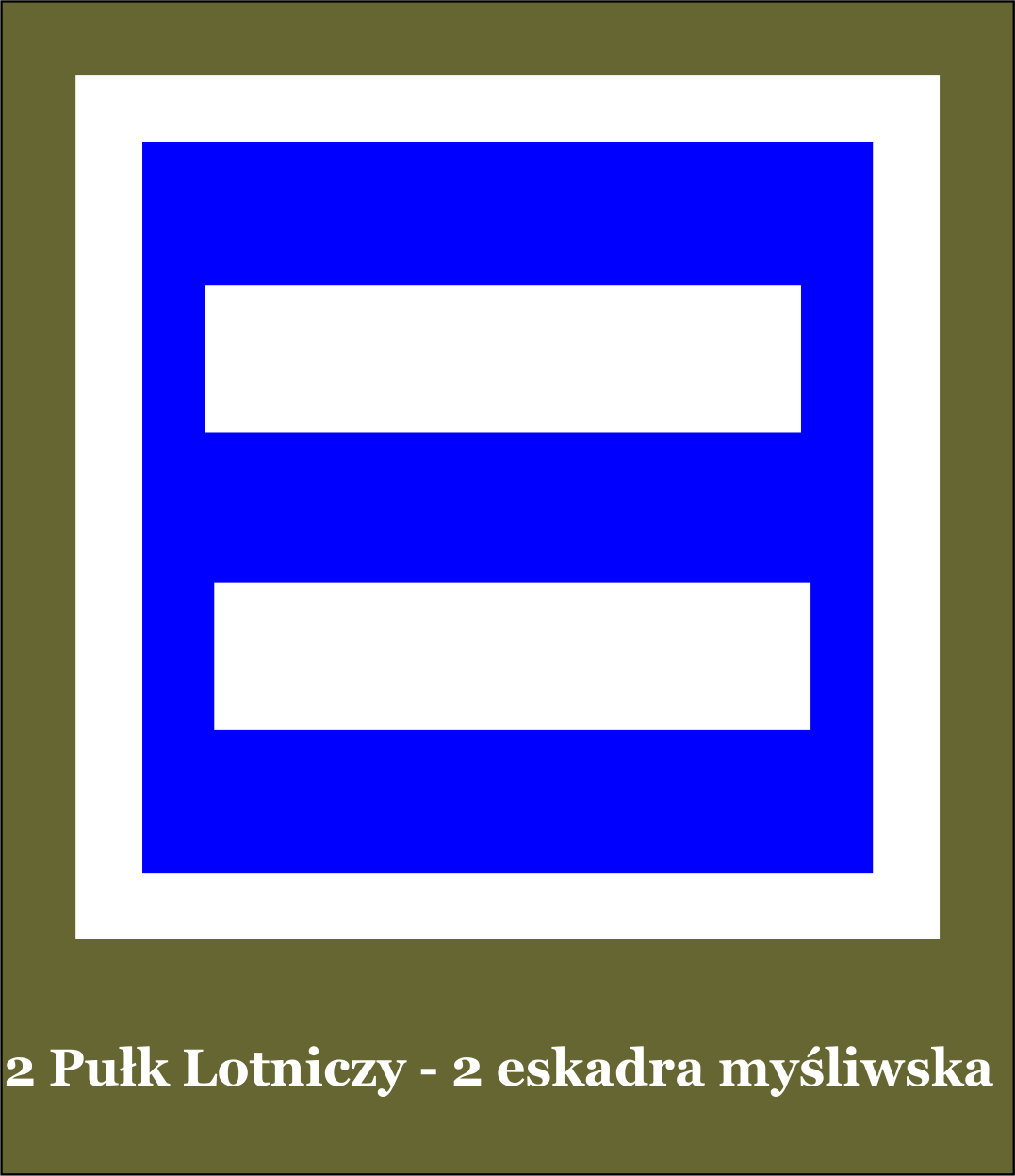
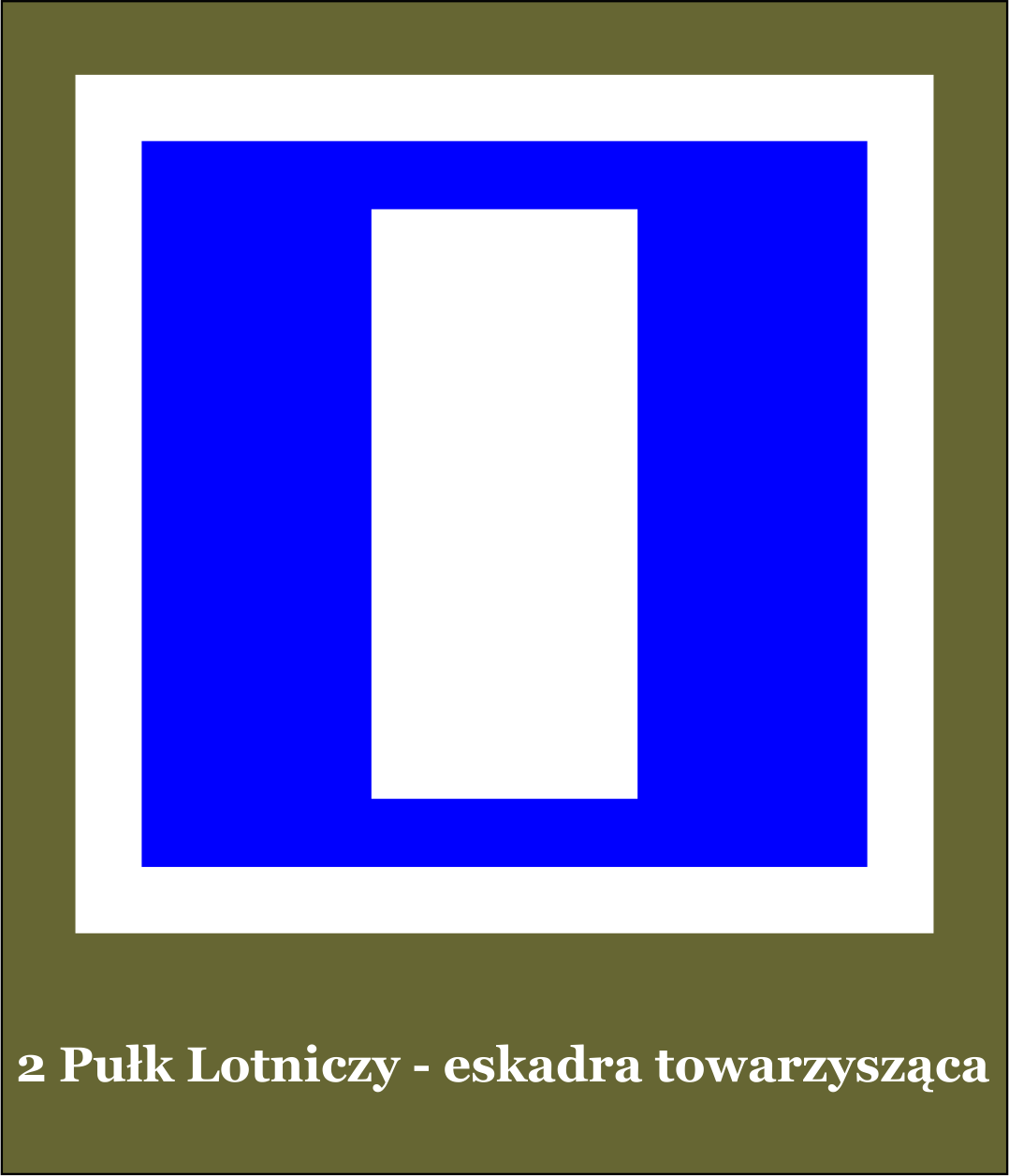

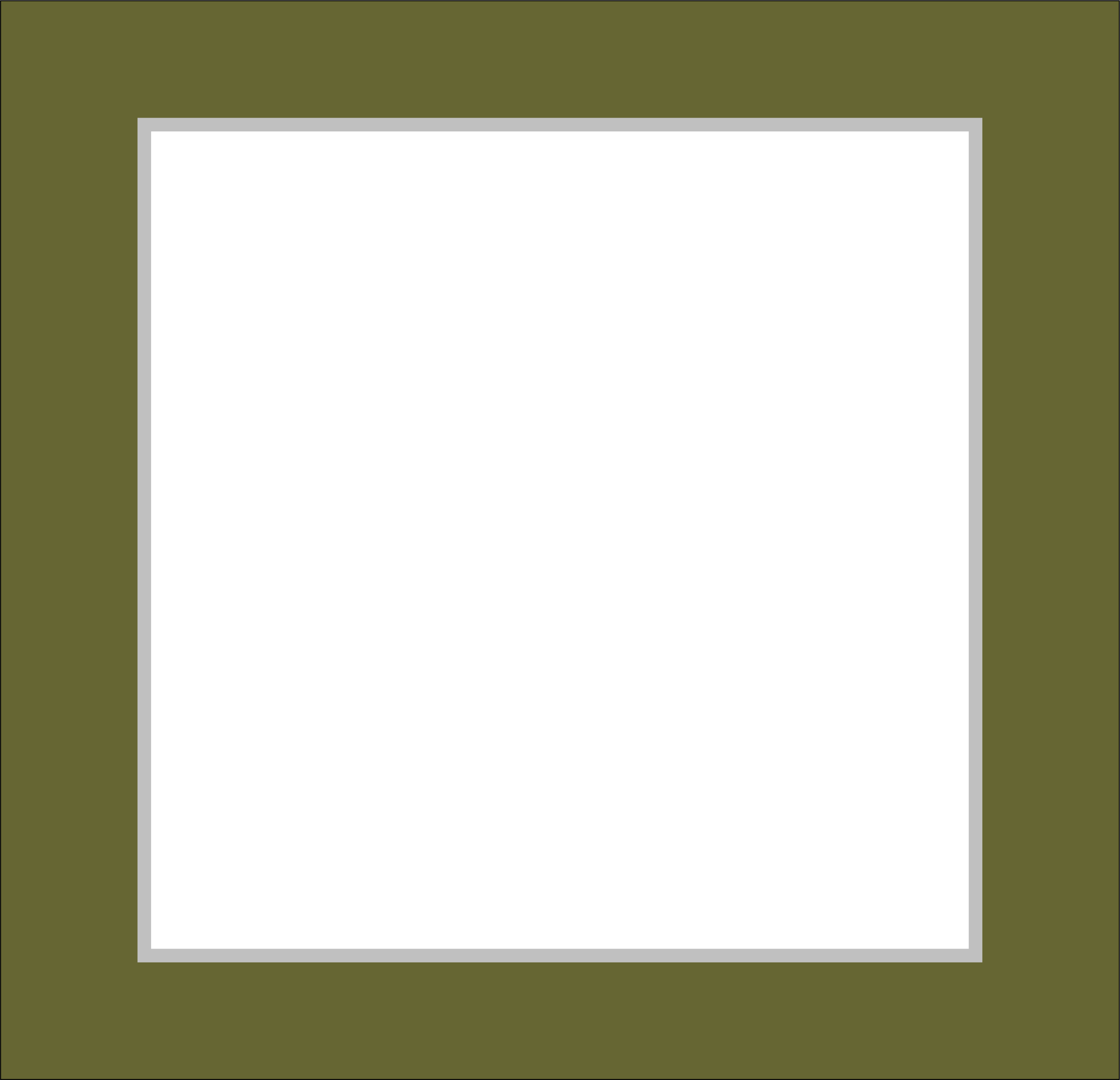
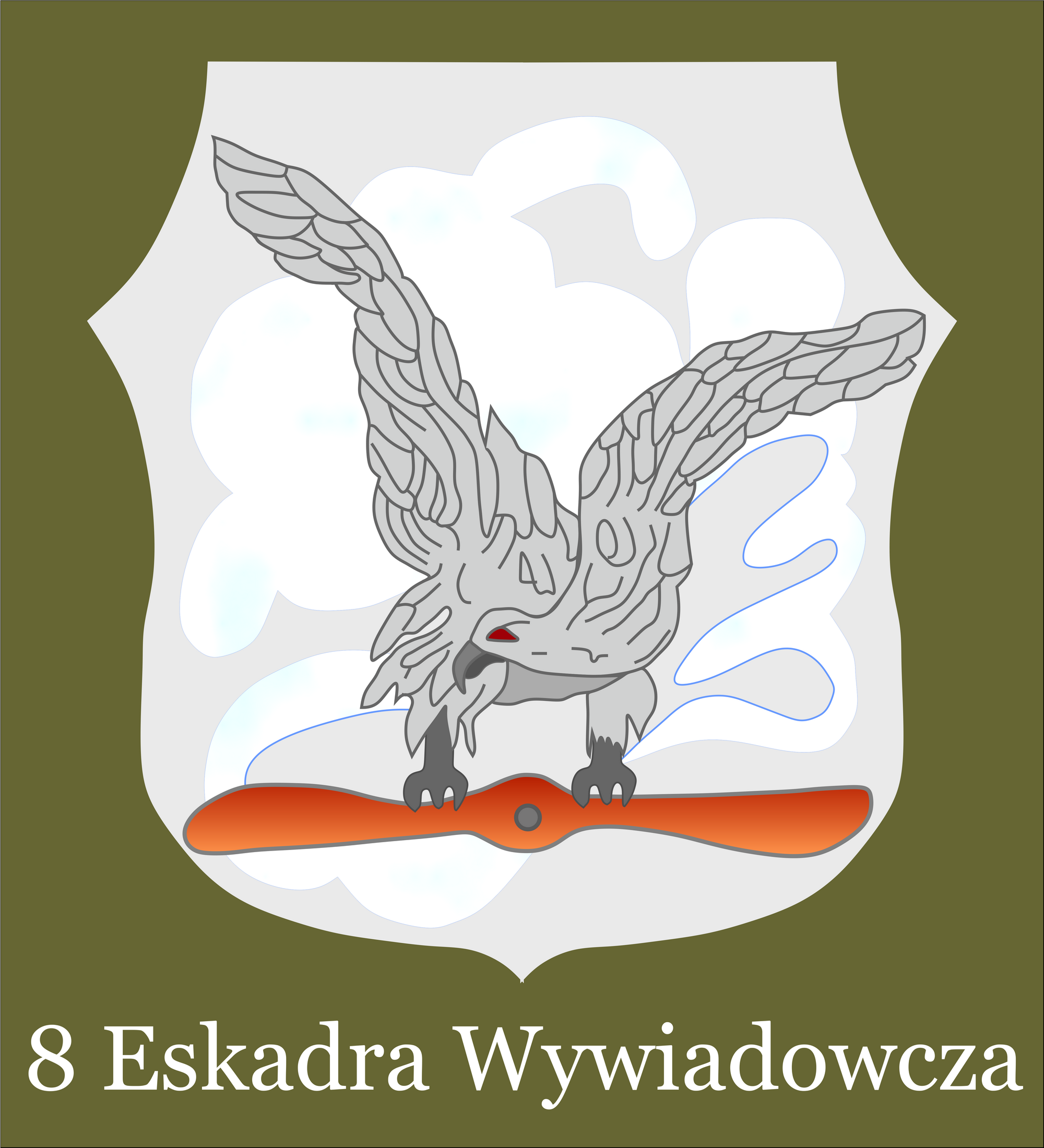
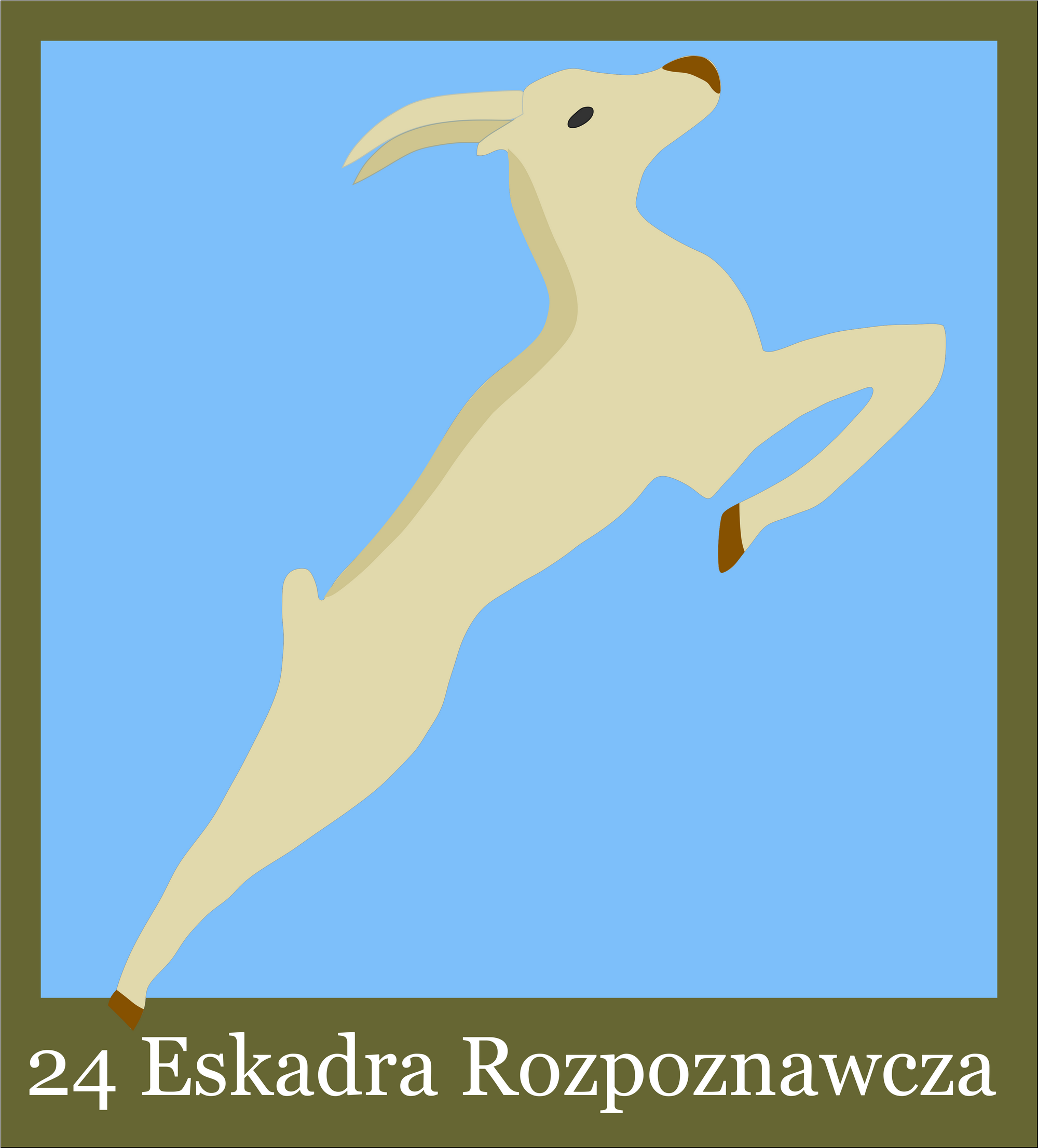
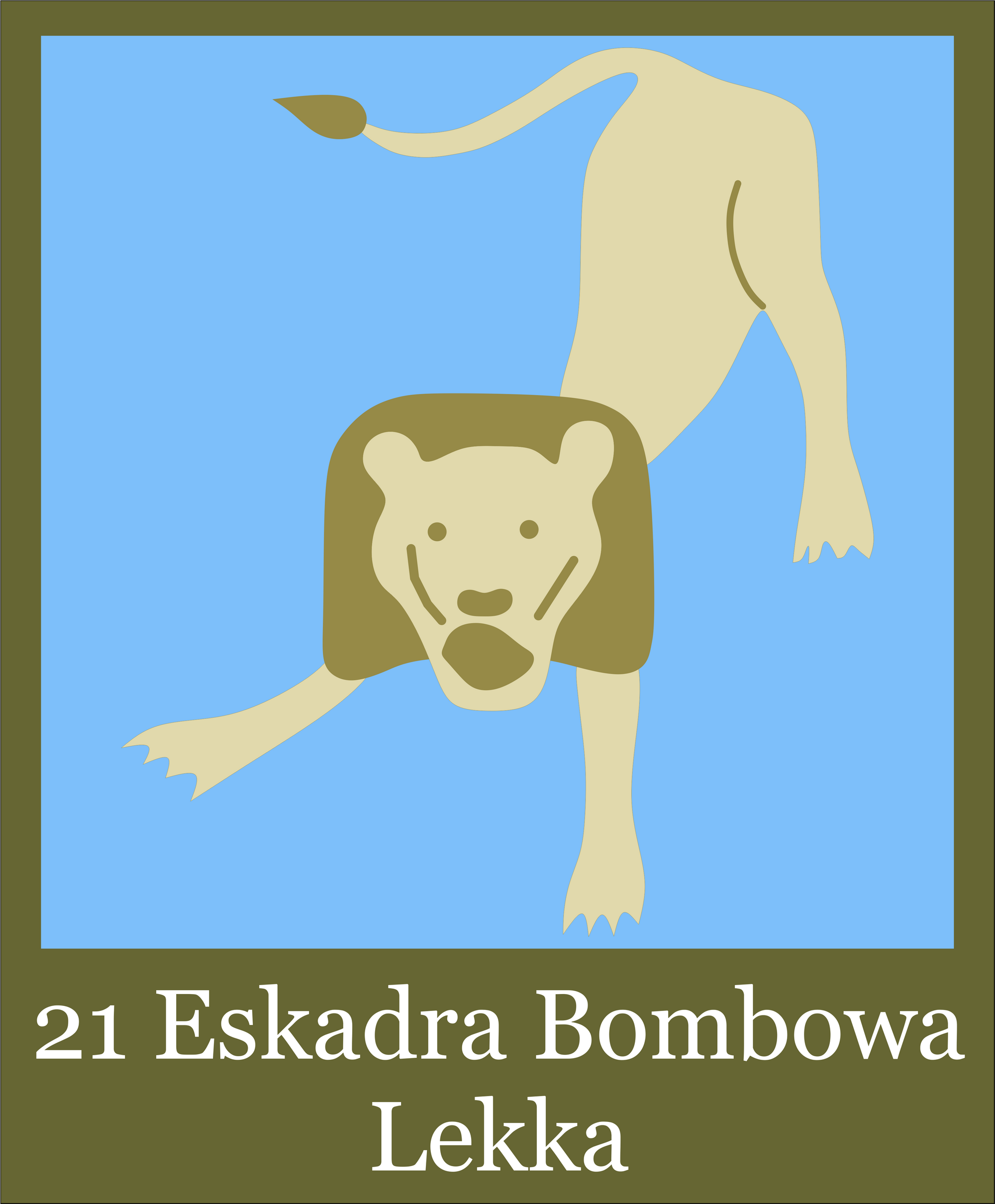
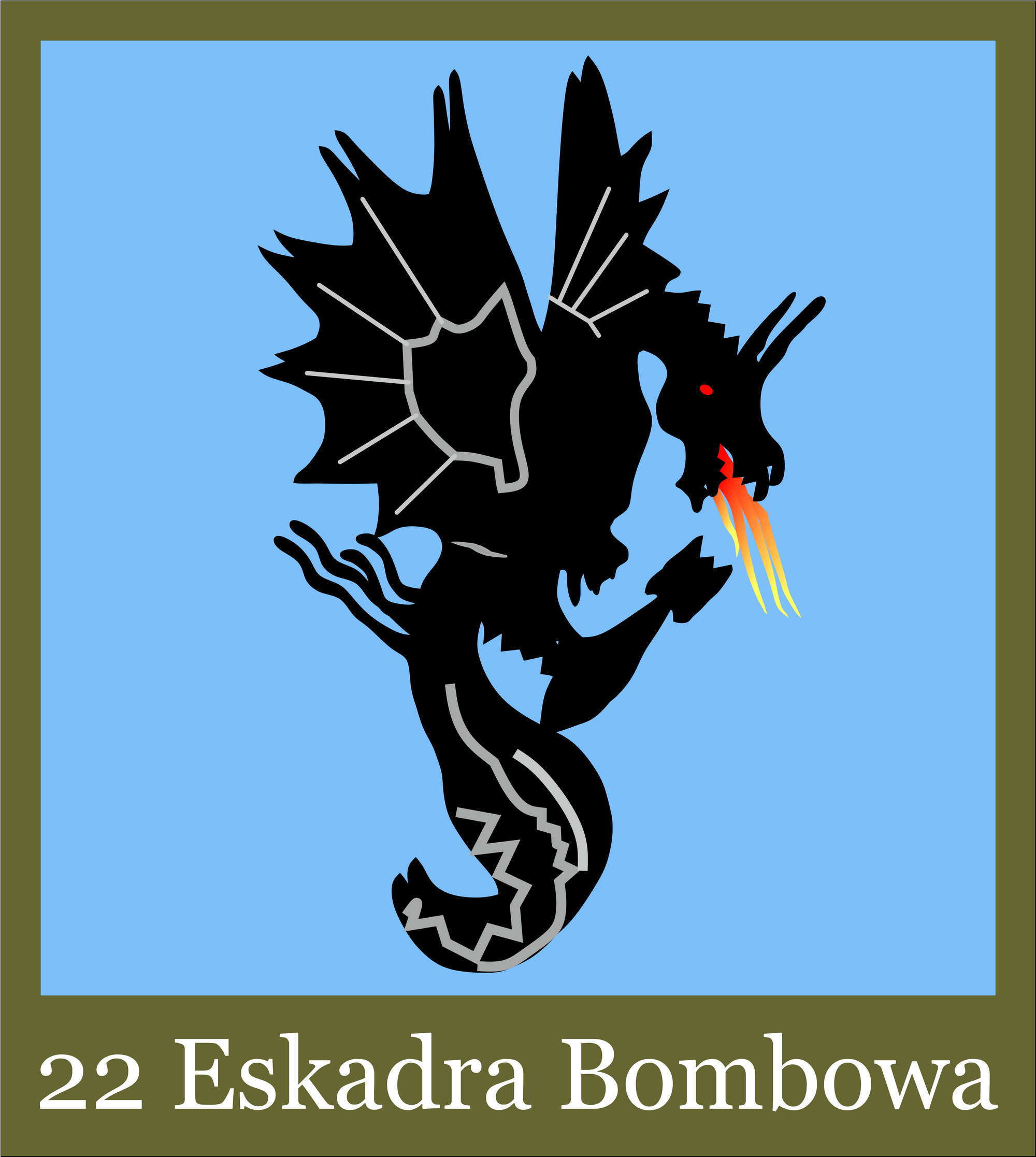
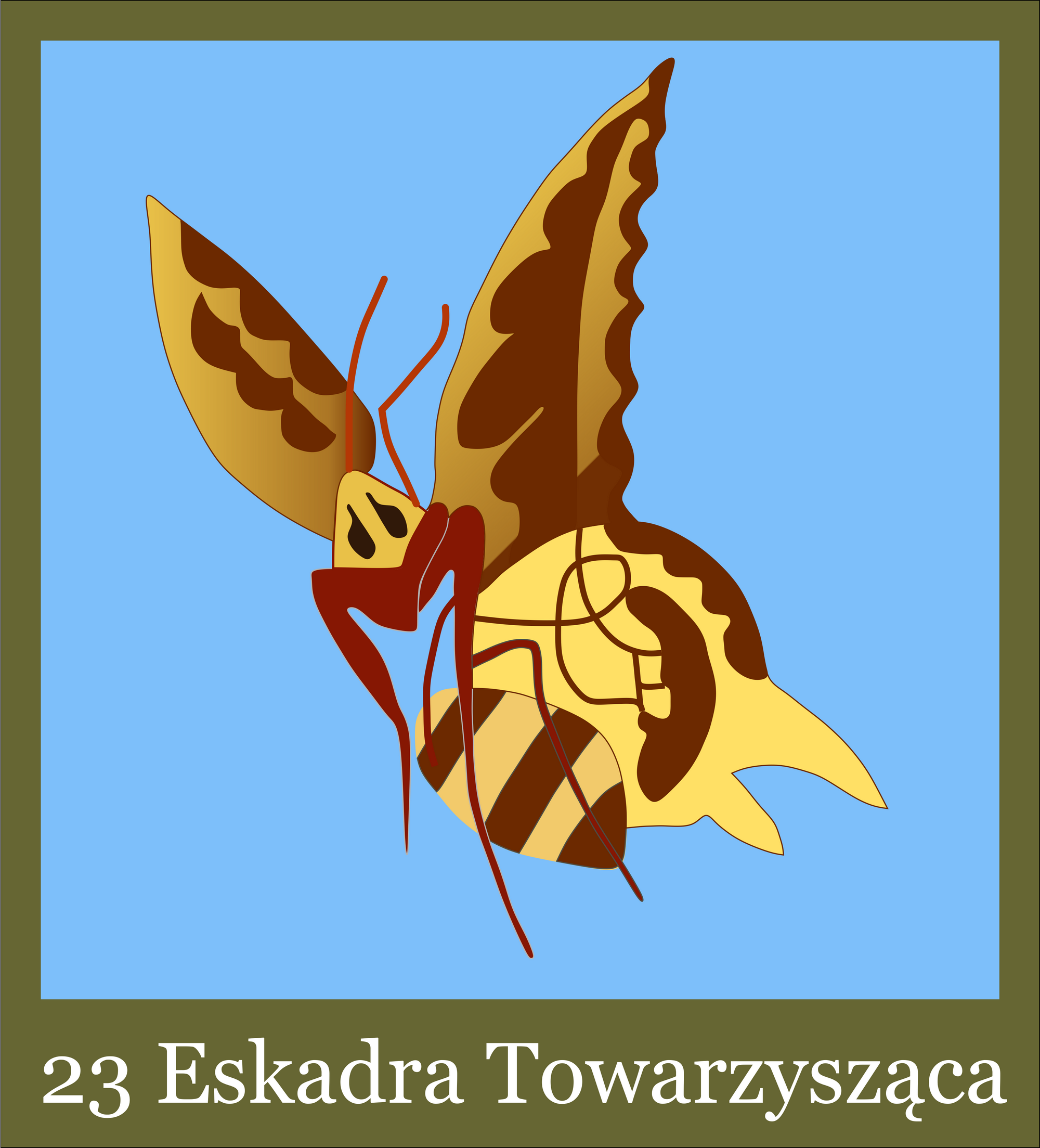
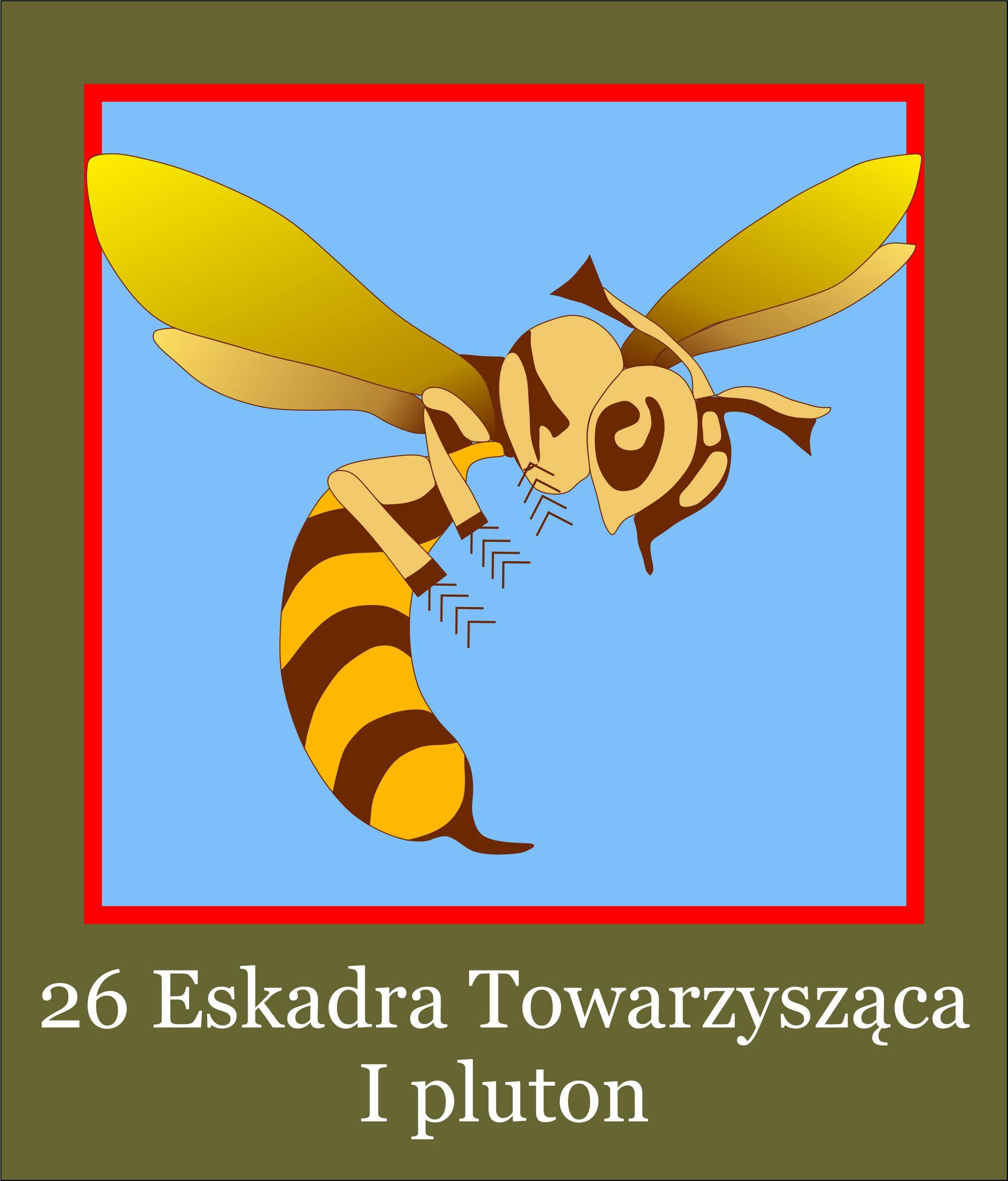
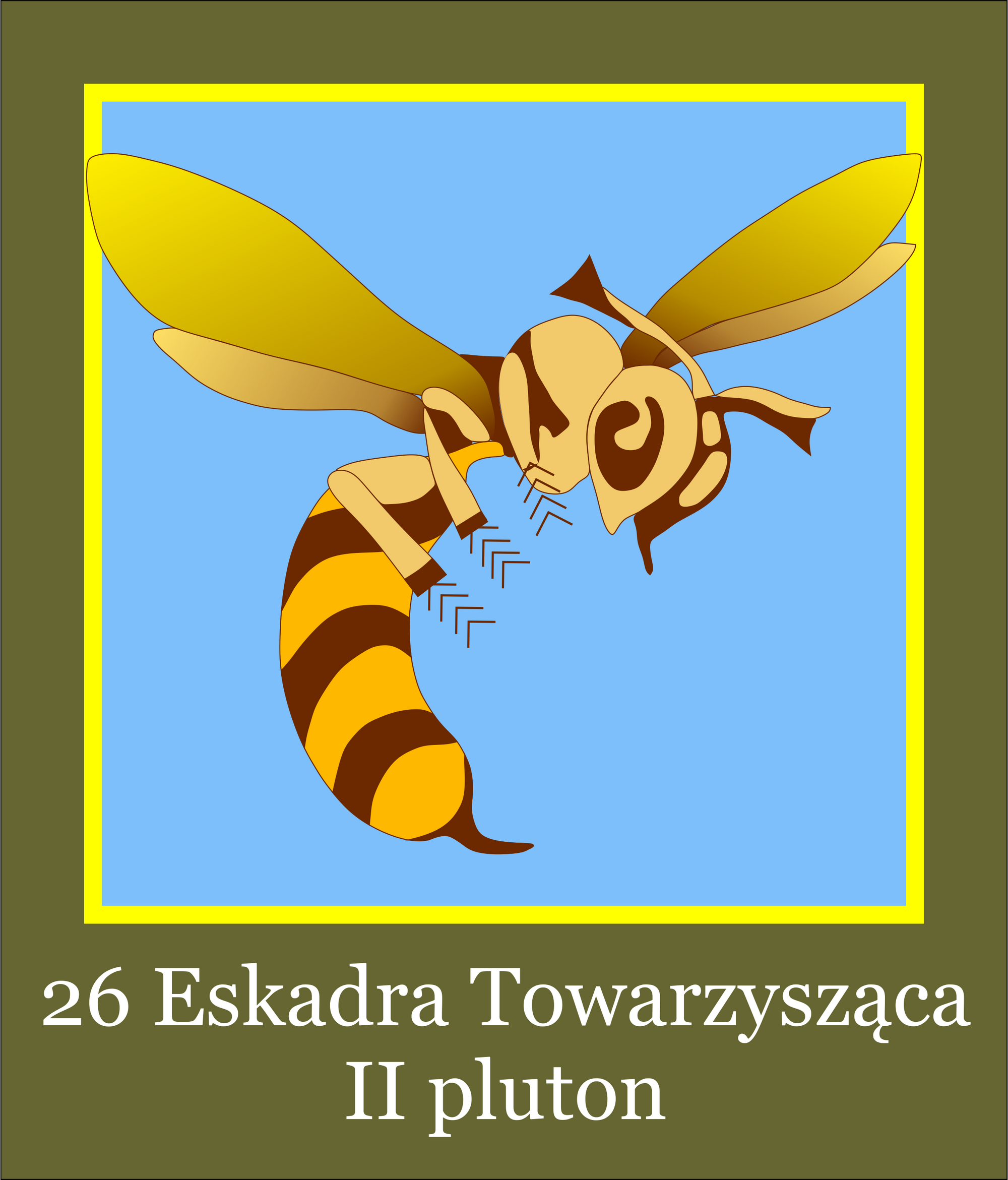
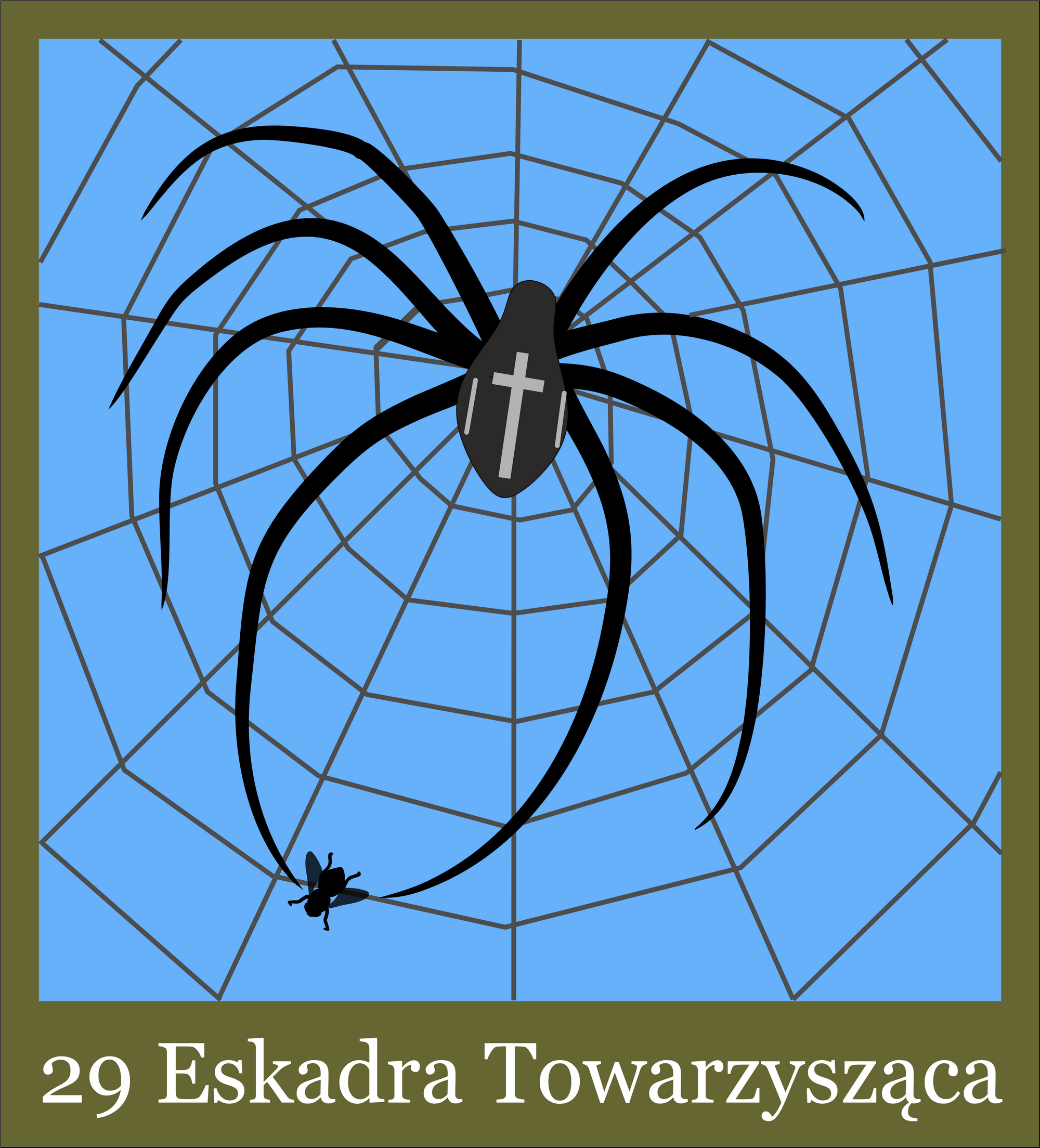
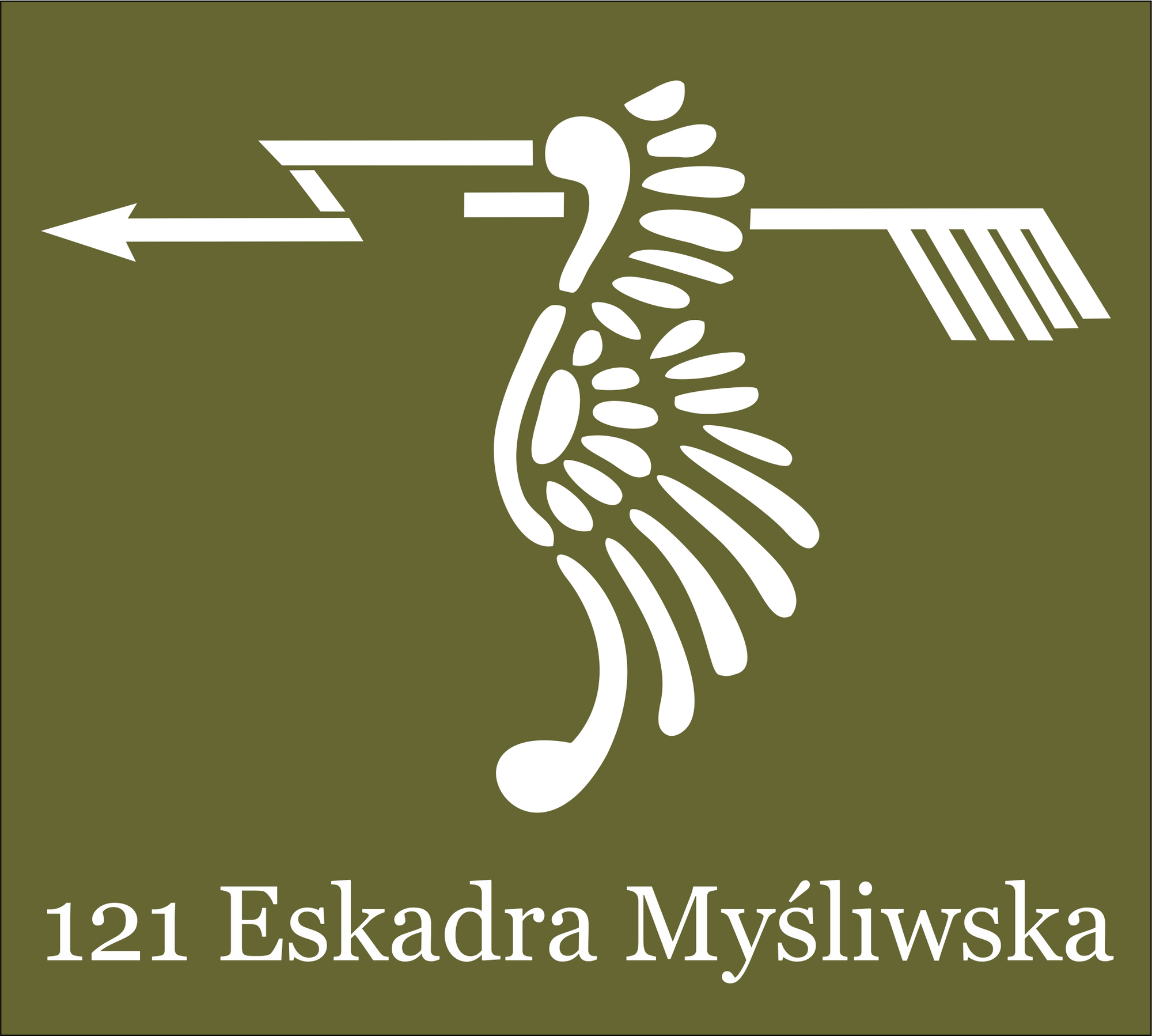
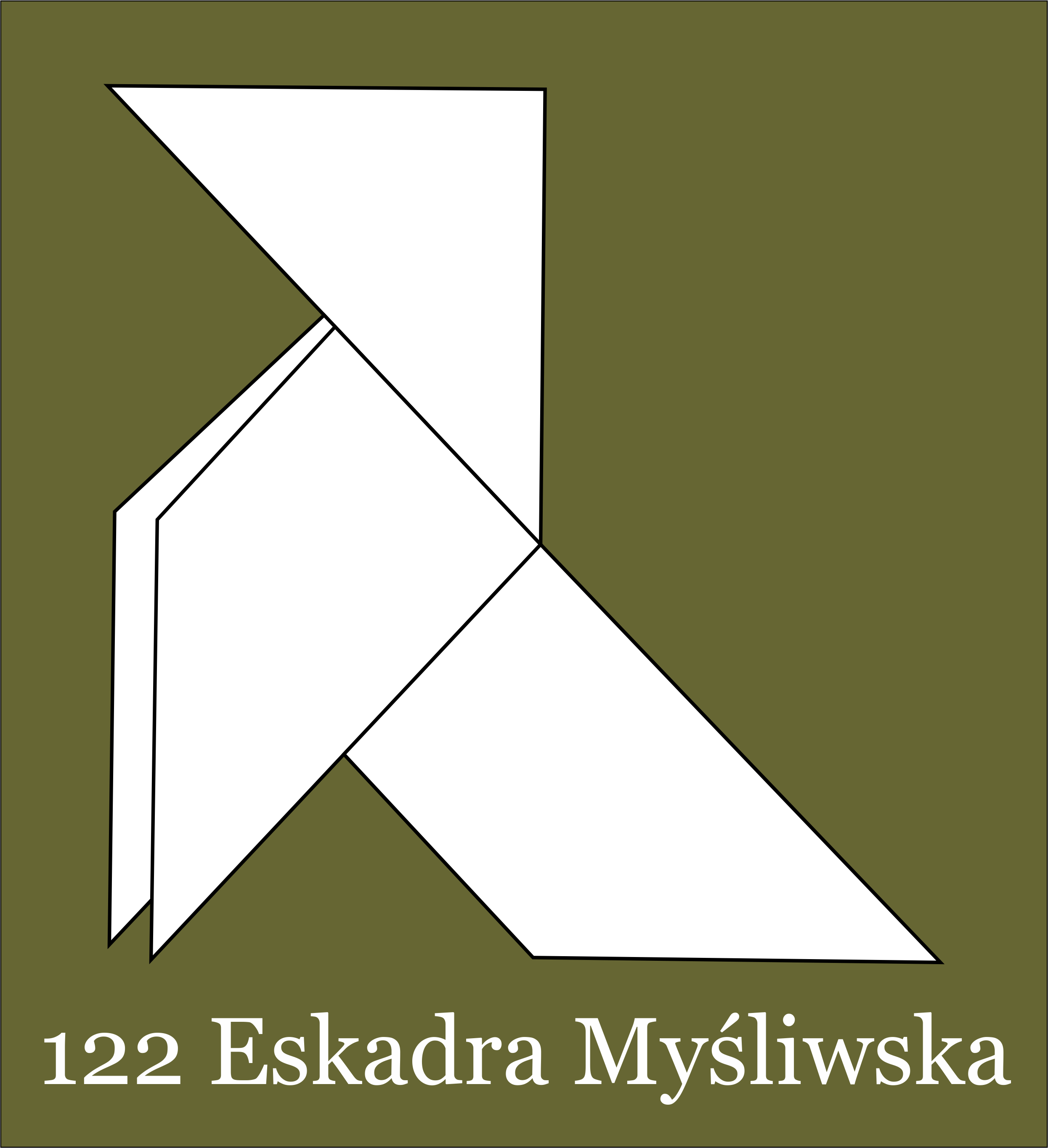
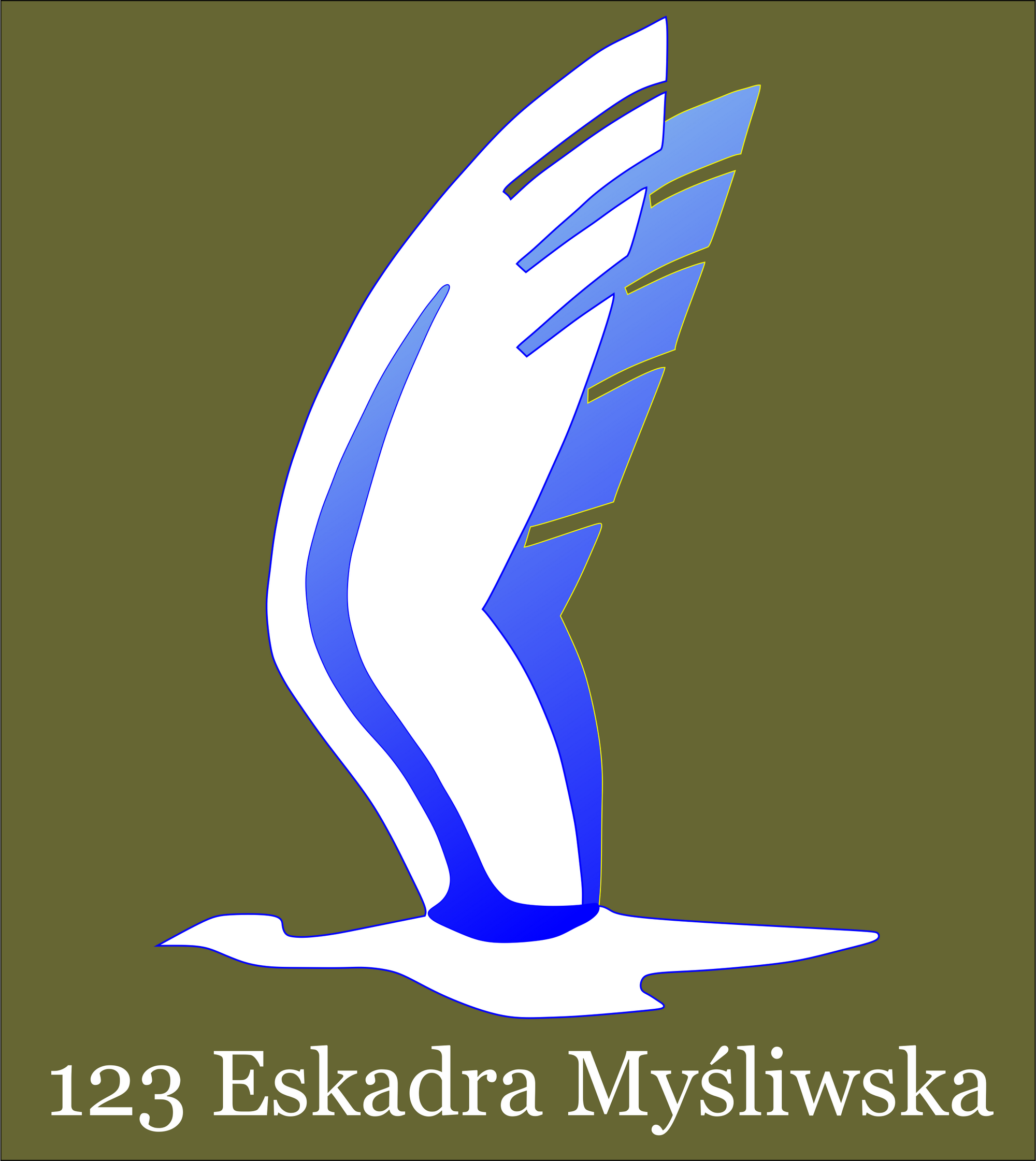

W 1931 Minister Spraw Wojskowych zatwierdził Pamiątkową Odznakę Pułkową 2 Pułku Lotniczego (Dz. Rozk. nr 11 poz. 129 z 21 kwietnia 1931). Przedstawia ona trójkę samolotów przelatującą nad srebrnymi wieżami Kościoła Mariackiego w Krakowie na niebieskim tle. U dołu odznaki widnieje  żółty inicjał 2 PL, a u góry biało-czerwona szachownica z orłem lotniczym. Dwuczęściowa, wykonana w srebrze, emaliowana. Na rewersie próba srebra i imiennik grawera JK. 
Wymiary: 45x20 mm, a wykonanie: Jan Knedler z Warszawy
Wersje
srebro, na rewersie próba srebra, imiennik i nazwisko grawera F. MALINA KRAKÓW
srebro, na rewersie próba srebra i numer nadania
bez sygnatur na rewersie, lakierowana lub emaliowana
żołnierska, jednoczęściowa, tombak srebrzony, bez emalii, na rewersie nazwisko grawera F. MALINA KRAKÓW
Wykonanie: Franciszek Malina z Krakowa
żołnierska, jednoczęściowa, wykonana w tombaku, bez sygnatur na rewersie
Wykonanie: Jan Knedler z Warszawy
Odznakę nadawano podczas święta pułkowego w dniu 15 maja.
Znaki na samolotach pułku w latach 1927 -1932
Regulaminowe tło pod godła eskadr 2 pułku lotniczego obowiązujące od 1932 i godła „zwierzęce” eskadr
Umieszczane pod skrzydłem litery identyfikacyjne 2 pułku lotniczego lub 